# Religie in Nederland

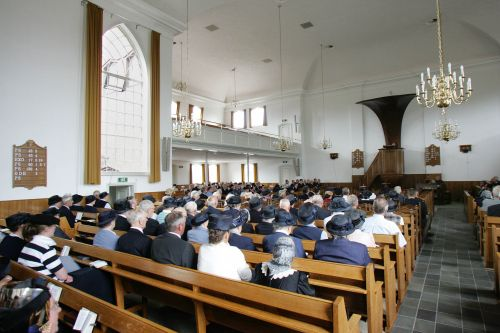
Kerkdienst in de dorpskerk van Doornspijk

Dit artikel behandelt religie in Nederland.

## Geschiedenis

### Prehistorie en Oudheid

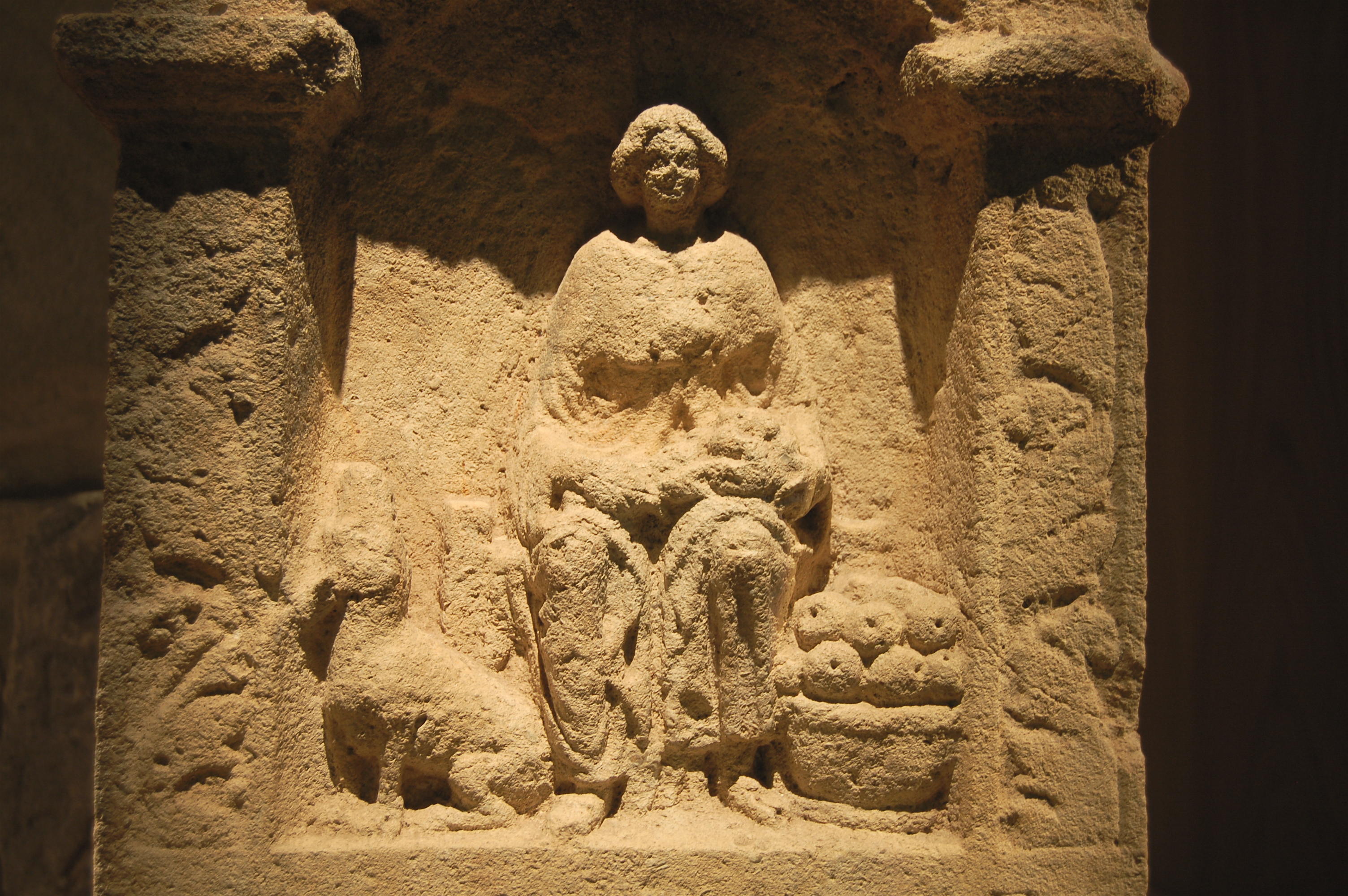
Votiefsteen aan Nehalennia 150-250 n.Chr.

De oudste gegevens over de belijdenis van een bepaald soort religie door de inwoners van (een deel van) de streken die nu overeenkomen met de natiestaat Nederland, zijn afkomstig van de Romeinen. In tegenstelling tot wat antieke bronnen lijken te suggereren, vormde de Rijn weliswaar duidelijk de grens van het Romeinse Rijk, maar zeker niet de grens tussen woongebieden van Kelten en Germanen; zo leefden er Germanen ten zuiden hiervan (Germani cisrhenani) en veel plaatsnamen en archeologische vondsten wijzen daarnaast op de aanwezigheid van Kelten in het noorden. Tussen deze "Keltisch-Germaanse volkeren" en later ook met de Romeinse veroveraars (romanisering) moet een sterke culturele uitwisseling hebben plaatsgevonden. Zo is te zien dat de polytheïstische stammen elkaars goden en verhalen overnamen, afkomstig uit zowel de Germaanse, de Keltische als later ook de Romeinse mythologie. Goden als Nehalennia, Hludana en Sandraudiga zijn van inheemse (Keltische) oorsprong, de Germanen hebben goden als Wodan, Donar en Frigg (zie ook Freya) meegenomen, en bijvoorbeeld Jupiter, Minerva en Venus zijn door de Romeinen ingevoerd. Tacitus beschreef ook de scheppingsmythe van Mannus, de oermens waaruit alle Germaanse stammen zouden zijn voortgekomen. De Kelten en Germanen in de Lage Landen hadden zeer waarschijnlijk ook boomheiligdommen, naar het voorbeeld van de Oudnoordse Yggdrasil en de Saksische Irminsul en Donareik in het huidige Duitsland; tempels kwamen vermoedelijk pas met de Romeinen en zijn nog bewaard gebleven in bijvoorbeeld Empel en Elst.

### Middeleeuwen

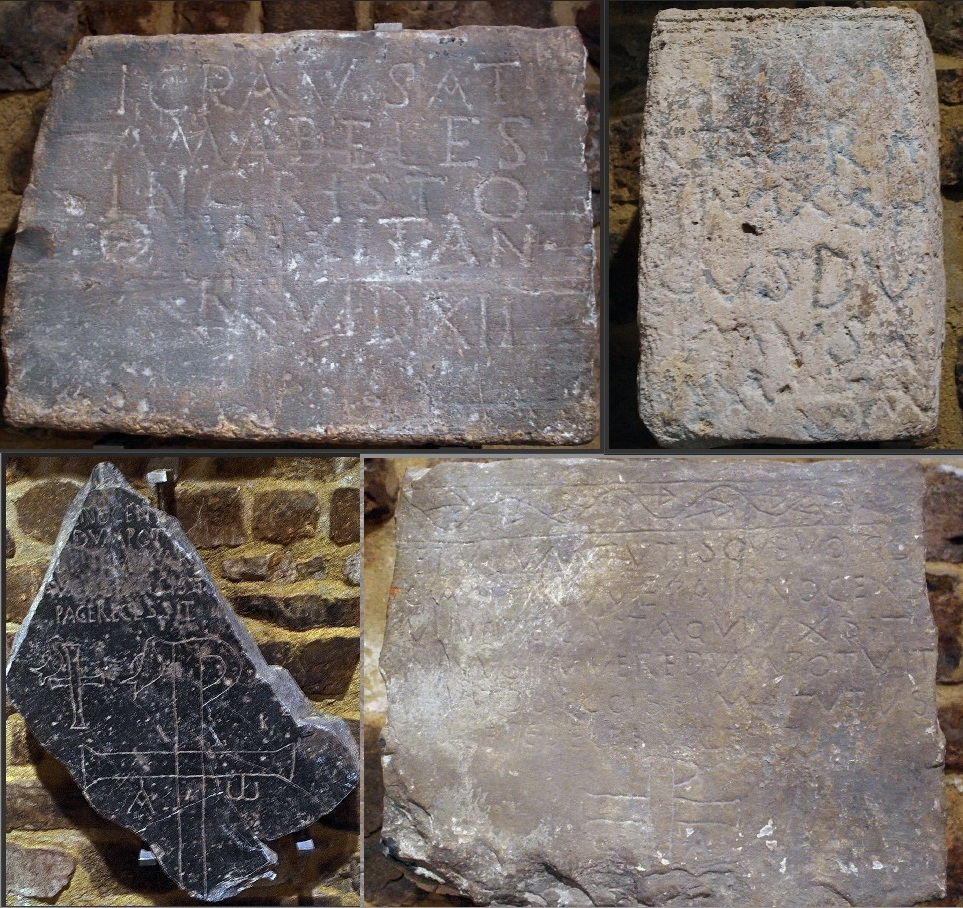
Vroeg-christelijke grafstenen (5e-6e eeuw), oostcrypte St-Servaaskerk, Maastricht

Van de 4e tot de 6e eeuw n.Chr. vond de Grote Volksverhuizing plaats, waarbij de kleine Keltisch-Germaans-Romeinse stammen in de Lage Landen geleidelijk werden verdrongen door drie grote Germaanse volksstammen: de Franken, de Friezen en de Saksen. Omstreeks 500 gingen de Franken, aanvankelijk woonachtig tussen de Rijn en de Somme, massaal (gedwongen door hun koning Chlodovech) over op het christendom. Een groot deel van het gebied ten zuiden van de Maas behoorde vanaf de vroege middeleeuwen tot 1559 tot het aartsdiakonaat Kempenland, dat onderdeel was van het bisdom Tongeren-Maastricht-Luik. Vanuit de centra van dat bisdom, achtereenvolgens de steden Tongeren, Maastricht en Luik, werd waarschijnlijk dit deel van Nederland gekerstend. Volgens de traditie werd de eerste bisschop van Maastricht, Servatius, in 384 hier begraven, hoewel pas vanaf bisschop Domitianus (ca. 535) vaststaat dat deze te Maastricht zetelde. De oudste getuigenissen van christelijk leven in Nederland zijn een vijftal grafstenen met christelijke symbolen uit de 5e en 6e eeuw, die in en om de Sint-Servaasbasiliek in Maastricht zijn aangetroffen. Dat niet alle Maastrichtenaren christen waren, blijkt uit de vondst van honderden Merovingische graven met bijgaven op het Vrijthof, een aanwijzing voor niet-christelijke begravingstradities. Bovendien was het christendom zeker tot de zevende eeuw beperkt tot de wat grotere plaatsen; het platteland bleef grotendeels ongekerstend.

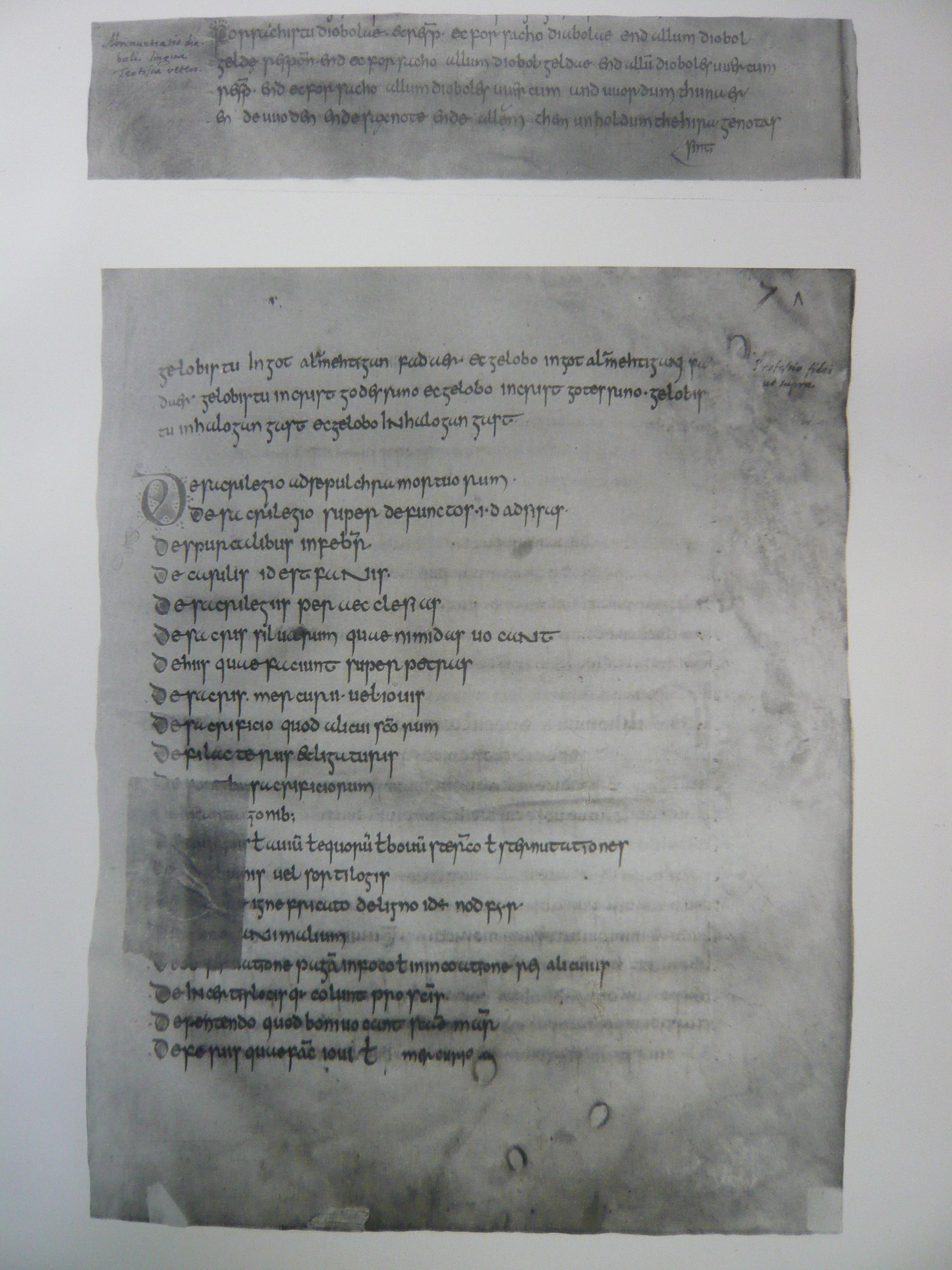
De Oudsaksische doopgelofte

Uit de (niet altijd even betrouwbare) heiligenlevens die hier later over zijn geschreven, heeft men een en ander opgemaakt over hoe de kerstening in de vroege middeleeuwen vermoedelijk is verlopen in de Lage Landen. Vanaf eind 7e eeuw zouden uit Engeland en Ierland afkomstige missionarissen – zoals Bonifatius, Lebuïnus, Liudger, Plechelmus, Willehad en vooral Willibrord – hebben getracht de bewoners van de gebieden ten noorden van de grote rivieren te bekeren, met wisselend succes. Vooral Dorestad, dat in de nabijheid van het huidige Wijk bij Duurstede moet hebben gelegen, zou in deze tijd een zeer belangrijke christelijke plaats zijn geweest. Naast succesvolle predikingen moet er ook sprake zijn geweest van mislukkingen, zoals de weigering van de Friese heidense koning Radboud om zich door Wulfram te laten dopen. De ijverige Bonifatius die ook trachtte de Friezen te bekeren werd in 754 te Dokkum vermoord. Na de Fries-Frankische oorlogen (ca. 600-793) en Saksenoorlogen (772-804) vallen de Lage Landen allemaal onder het bewind van de christelijke Frankische koningen, die de bewoners niet alleen religieus maar ook politiek wilden onderwerpen. Een belangrijke bron uit die tijd is de Oudsaksische doopgelofte, waarin staat hoe men zijn oude goden (omschreven als "duivels") moet afzweren en de drie-eenheid aannemen. Het zou echter nog zeker tot het jaar 1000 duren eer alle "heidense" inwoners ook daadwerkelijk – te vuur en te zwaard – gekerstend waren. De Friese en Saksische religies moeten omstreeks die tijd helemaal zijn verdwenen, hoewel elementen hiervan wel werden overgenomen in de christelijke godsdienst.
Vermoedelijk zijn er reeds rond het jaar 1300 of eerder, Joden naar de Noordelijke Nederlanden gekomen. Roermond behoort tot de eerste plaatsen in Nederland waar gewag wordt gemaakt van Joodse inwoners. In ieder geval tussen 1275 en 1443 hebben Joden onafgebroken in deze plaats gewoond.
Gedurende de eeuwen daarna (de hoge en late middeleeuwen) was het christendom de belangrijkste godsdienst in de Lage Landen. Het religieuze leven was nu alomtegenwoordig in de samenleving. Belangrijke abdijen zoals Rolduc, Susteren, Sint-Odiliënberg en Egmond hadden een enorme invloed op het platteland. In de christelijke centra Utrecht en Maastricht waren machtige kapittels gevestigd. Vanaf de 13e eeuw vestigden zich in veel steden klooster- en ridderorden, zoals franciscanen, dominicanen en ridders van de Duitse Orde. Gedreven door vroomheid, maar ook om andere redenen, namen velen in de 12e en 13e eeuw deel aan de kruistochten naar het Heilig Land (zie onder andere Friese deelname aan de Kruistochten). Waar er in rechtszaken tot in de 12e eeuw nog volksgerichten bestonden die veelal middels godsoordelen iemands schuld of onschuld vaststelden, legden de kerkelijke en wereldlijke machten in de loop van de 12e eeuw steeds meer hun beslag op de rechtspraak: de kerk bepaalde de regels (met name door het Vierde Lateraans Concilie in 1215) en de vorsten handhaafden de orde. Aan het eind van de middeleeuwen zorgde de Moderne Devotie (met als vertegenwoordigers onder anderen Geert Grote en Thomas a Kempis) voor geestelijke vernieuwing. Echter, pas onder invloed van het humanisme (onder anderen Erasmus) veranderde het wereldbeeld fundamenteel, en verschoof het van een theocentrische naar een antropocentrische wereldbeschouwing.

### Vroegmoderne tijd
De Reformatie leidde in de Noordelijke Nederlanden, zoals in veel andere gebieden van Europa, tot veel bloedvergieten, zowel door terechtstellingen van vermeende ketters, als ten gevolge van godsdienstoorlogen. De Tachtigjarige Oorlog (1568-1648) was deels een conflict tussen katholieken en protestanten (in Nederland vooral calvinisten), die uiteindelijk leidde tot een splitsing van de Habsburgse Nederlanden in een overwegend protestantse Republiek der Zeven Verenigde Nederlanden en de uniform katholieke Spaanse Nederlanden. Hoewel in de Noordelijke Nederlanden vanaf 1579 de Nederduitse Gereformeerde Kerk (later Nederlandse Hervormde Kerk) ten opzichte van andere kerken publiekelijk werd bevoordeeld (zo moesten alle inwoners van de Republiek ongeacht hun geloof meebetalen aan het onderhoud van de gereformeerde kerkgebouwen en de salariëring van gereformeerde predikanten, kosters en schoolmeesters), is deze kerk nooit een staatskerk geworden. Sinds 1580 was de publieke uitoefening van de roomse eredienst in de onder het gezag van de Staten-Generaal staande gebieden officieel verboden. Het pauselijk gezag en de bisschoppelijke hiërarchie werden er niet erkend, evenmin als de kerkelijke herindeling van 1579 naar aanleiding van de pauselijke bul Super universas. Voor de katholieke kerk was 'Holland' een missiegebied. In Staats-Brabant en de andere generaliteitslanden was de kerkelijke situatie gecompliceerder en werd het katholicisme oogluikend toegestaan. In de tweeherige stad Maastricht hadden katholieken en protestanten gelijke rechten. In de gebiedsdelen die direct onder het gezag van het Heilige Roomse Rijk vielen (zoals de Gulikse gebieden, het rijksgraafschap Wittem en het abdijvorstendom Thorn) was het katholicisme de enige toegestane godsdienst. Hoewel katholieken, evenals Joden, Lutheranen en andere denominaties, in de Hollandse Republiek tot 1796 werden behandeld als tweederangsburgers, werden ze na het Twaalfjarig Bestand niet langer vervolgd en werd hun bestaan in de marge van de samenleving wel getolereerd.

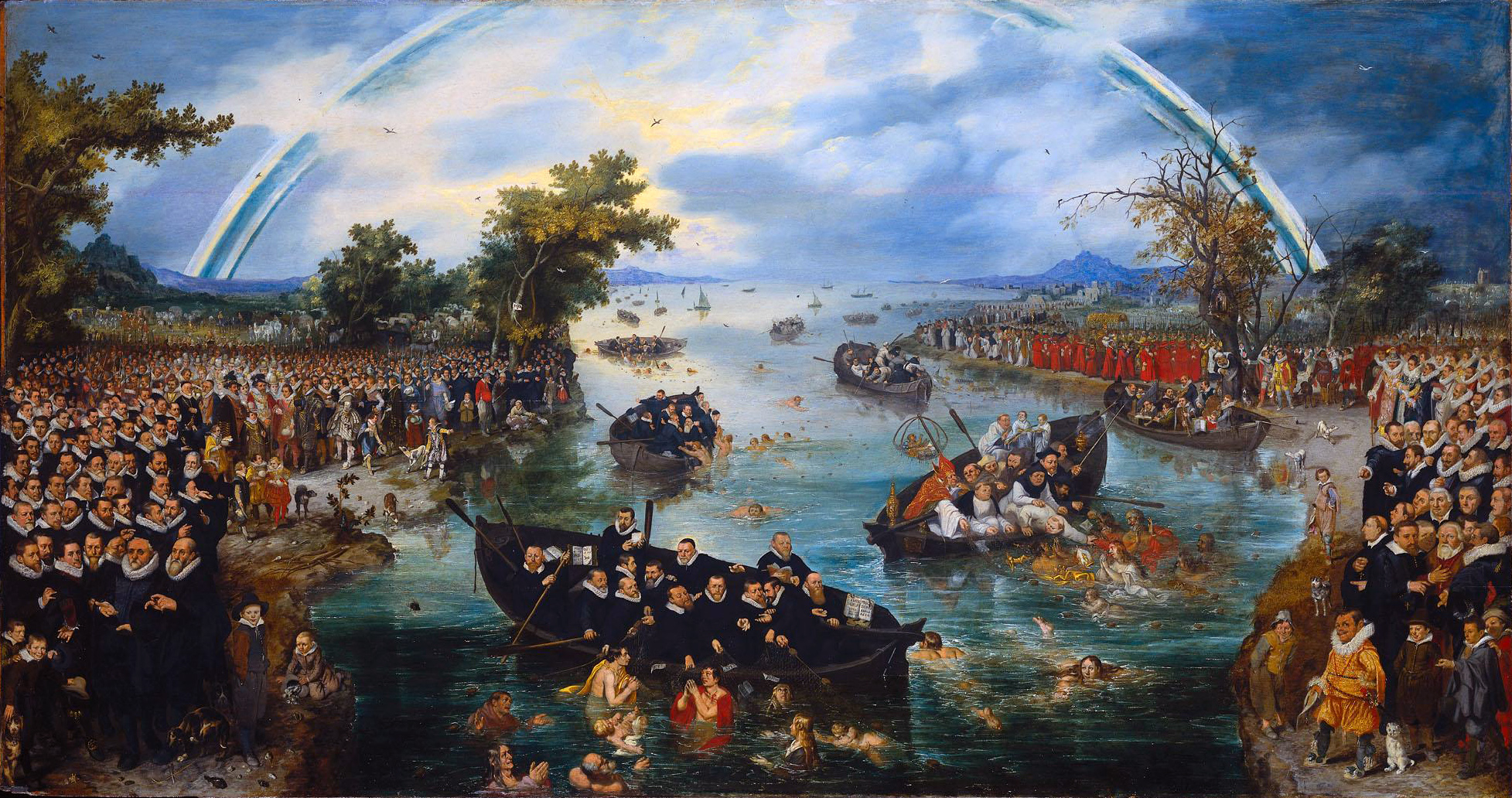
De zielenvisserij, Adriaen Pietersz. van de Venne, 1614.
Allegorie op de ijver van de religies tijdens het Twaalfjarig Bestand. De rivier tekent de vanaf nu duidelijke scheiding tussen noord en zuid. Links de protestanten met onder anderen de prinsen Maurits en Frederik Hendrik. Op de voorgrond vissen de protestanten; hun netten zijn gemerkt met Fides, Spes en Caritas. Rechts de katholieken met aartshertogen Albrecht en Isabella, Spinola en paus Paulus V gedragen door kardinalen. Een bisschop met zijn priesters vist in het katholieke bootje naar mensen.

Een belangrijke gebeurtenis voor calvinisten was de Synode van Dordrecht (1618-1619), waar een hoogopgelopen geschil tussen Arminius' remonstranten en Gomarus' contraremonstranten over de predestinatie werd beslist in het voordeel van de laatsten. De controverse had bijna geleid tot een burgeroorlog doordat het een politieke tint kreeg toen de grote twee leiders van de Republiek Johan van Oldenbarneveldt en Maurits van Oranje zich ermee bemoeiden; de remonstrantse Van Oldenbarneveldt verloor en werd ervoor onthoofd. Voorts werd op de Synode besloten tot de ontwikkeling van de Statenvertaling (gereed in 1637), zodat de Bijbel voortaan in het Nederlands kon worden gelezen.
Protestanten en katholieken woonden hoofdzakelijk gescheiden van elkaar. De grens tussen de protestantse en katholieke gebieden liep dwars door Nederland van zuidwest naar oost: door Zeeuws-Vlaanderen, het westen en noorden van Noord-Brabant, het zuiden en oosten van Gelderland en door Twente. De gebieden ten zuiden en oosten van die denkbeeldige grens waren katholiek, de gebieden ten noorden en westen ervan waren protestants. Vooral in de westelijke provincies Noord- en Zuid-Holland en Utrecht waren er echter ook een aantal katholieke en gemengde gebieden; zo woonden er vroeger in het dichtbevolkte Noord-Holland meer katholieken dan in Noord-Brabant.
De in vergelijking met het omringende buitenland grote tolerantie ten opzichte van andere godsdiensten trok vanaf de 17e eeuw ook een groot aantal kleine (vooral protestants-christelijke) kerkgenootschappen aan, die elders streng vervolgd werden. Vooral de herroeping van het Edict van Nantes in 1685 en het Salzburger Emigrationspatent in 1731 zorgden voor een sterke instroom van respectievelijk Franse hugenoten en Zuid-Duitse lutheranen. René Descartes vond in de Republiek een veilig heenkomen, en ook de filosofen Baruch Spinoza en Adriaen Koerbagh verspreidden hun vernieuwende veelal antiautoritaire en vrijheidsbepleitende wereldbeschouwingen, en maakten (volgens historicus Jonathan Israel) Nederland tot het centrum van de radicale Verlichting. Zij werden fel bestreden door theoloog Gisbertus Voetius, die behoud van de oude geloofsleer pleitte en de calvinistische universitaire theologie in de dagelijkse praktijk trachtte te brengen, en was daarmee een belangrijk voorvechter van de Nadere Reformatie. Voetius kwam vooral in aanvaring met Johannes Coccejus, die meende dat God zijn verbond met de mens steeds veranderde, en dat geboden in het Oude Testament een ander gezag hadden dan die van het Nieuwe Testament, en zodoende hoefde onder meer de zondagsrust niet te worden nageleefd.

### Negentiende eeuw
Uit de negentiende-eeuwse volkstellingen blijkt dat er lange tijd sprake was van een protestantse meerderheid en een katholieke minderheid. De verhouding was in 1829 <59,1% hervormden en 39,0% katholieken (het huidige België, dat van 1815 tot 1830/1839 deel uitmaakte van het Koninkrijk der Nederlanden, niet meegerekend), en met 1,8% was er verder een kleine joodse minderheid. Tegen 1899 waren de hervormden hun absolute meerderheid kwijt (48,6%), de katholieken gekrompen naar 35,2%, de van de hervormden afgesplitste gereformeerden bedroegen 8,2%; de overige protestanten (onder wie doopsgezinden, luthersen, remonstranten, apostolischen, baptisten enz.) vormden samen 3,7%, de "onkerkelijken" 2,3%. In de eerste helft van de eeuw verloren de hervormden veel voorrechten op de katholieken, tussen 1806 en 1917 werd de schoolstrijd gevoerd over de gelijkstelling van openbaar en bijzonder onderwijs. Aan het eind van de eeuw begonnen de secularisering en de verzuiling naar religie of ideologie.

#### Protestanten

De ontwikkeling van protestantse denominaties in Nederland vanaf 1816 tot 2006. Klik op de afbeelding voor een vergroting.

De Nederduitse Gereformeerde Kerk had haar bevoorrechte positie verloren in de Franse tijd, toen voor het eerst een scheiding van kerk en staat tot stand kwam. In 1816 onderwierp koning Willem I der Nederlanden haar aan een nieuw reglement, en hernoemde haar tot Nederlandse Hervormde Kerk (NHK); dit werd door sommigen gezien als ongewenste staatsinmenging in kerkelijke zaken. Tijdens de Afscheiding van 1834 scheurde een groep behoudende protestanten onder leiding van Hendrik de Cock zich af van de NHK, en noemde zichzelf aanvankelijk "Gereformeerde Kerk". Tot dan toe had "hervormd" en "gereformeerd" hetzelfde betekend, maar nu stonden ze voor hun eigen stroming binnen het Nederlandse protestantisme. De Afscheiding van 1834 was slechts het eerste van vele schismata die zich de volgende 200 jaar zouden afspelen binnen de behoudende vleugel van protestants Nederland.
De orthodox-protestanten begonnen zich in het laatste kwart van de eeuw te verzuilen. Abraham Kuyper ontwikkelde het zogenaamde 'neocalvinisme' als leidraad voor wat hij de "kleyne luyden" noemde. In het kader van de schoolstrijd richtte Kuyper in 1879 Nederlands eerste politieke partij op, de ARP. Hij stelde de antithese op, een politieke strategie die streeft naar samenwerking tussen confessionelen (protestanten en katholieken) om seculieren (liberalen en socialisten) buiten de macht te houden. In 1880 werd door Kuyper en anderen de Vrije Universiteit Amsterdam gesticht, waarbij onderwijs 'vrij' van overheidsbemoeienis kon worden gegeven. De volgende stap van Kuyper en zijn geestverwanten kwam in 1886 met de Doleantie, na de Afscheiding de grootste kerkscheuring in de 19e eeuw, waarbij Kuyper opnieuw een grote groep orthodox-gezinden uit de NHK leidde om de Dolerende Kerk te vormen.
De Dolerenden verzoenden zich in 1892 met het leeuwendeel van de Afgescheidenen (die tegen die tijd alweer enkele schismata en gedeeltelijke verzoeningen achter de rug hadden) in de Gereformeerde Kerken in Nederland. Het totaal aan gereformeerden, die pas sinds 1889 in officiële statistieken werden onderscheiden van de hervormden en 'overige protestanten', bedroeg in 1899 8,2% van de Nederlandse bevolking.

#### Katholieken

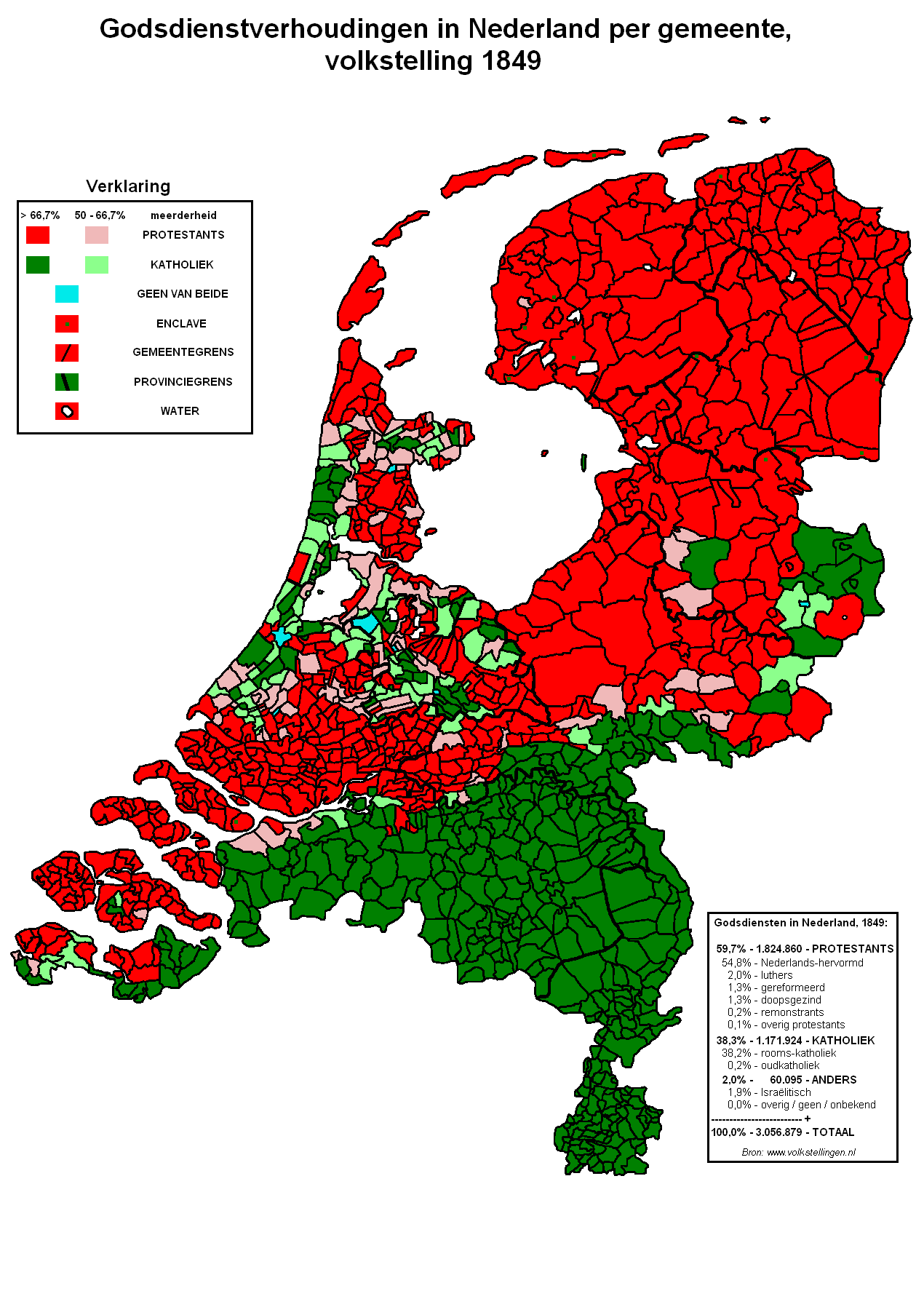
Godsdienstverhoudingen in Nederland, 1849

De instelling van de Nederlandse Hervormde Kerk (NHK) in 1816 was voor de Nederlandse katholieken een tegenslag; zij hadden in de Franse Tijd gelijkheid ten opzichte van hun landgenoten gekregen doordat de Nederduitse Gereformeerde Kerk haar publiekelijk bevoorrechte status verloor. De NHK leek met het reglement weer een quasi-staatskerk te gaan worden en de katholieken weer tweederangsburgers. Dit was al helemaal opmerkelijk omdat in de periode 1815-1830/39 binnen het Verenigd Koninkrijk der Nederlanden de vrijwel volledig katholieke Zuid-Nederlandse (Belgische) bevolking samen met de (Noord-)Nederlandse katholieken de hervormden tot een minderheid maakte: De katholieken vormden met 62,7% van de totale bevolking in 1830 de absolute meerderheid, terwijl het hervormde aandeel was gereduceerd tot 21,6%. De omwenteling van 1830, die tegenwoordig vaak de "Belgische" Opstand wordt genoemd, leidde ook in Noord-Nederland onder katholieken tot opstandigheid, waarbij regeringstroepen naar overwegend katholieke streken werden gestuurd om de orde te bewaren, uit vrees dat opstand zich naar het Noorden zou uitbreiden. Doordat de opstand tot het Zuiden beperkt bleef kwam het weer tot een scheiding, en zodoende kwamen de (Noord-)Nederlandse katholieken weer in de minderheidspositie terecht.
Het was door de Grondwetsherziening van 1848 door de liberaal Thorbecke, die bepaalde dat alle godsdiensten voor de staat gelijk waren, dat katholieken maar ook niet-hervormde protestanten en joden voortaan niet meer achtergesteld werden, en het Herstel van de bisschoppelijke hiërarchie in Nederland mogelijk maakte. Met de pauselijke bul Ex Qua Die van 4 maart 1853 werd dit voltooid, maar hier kwam meteen fel protestants verzet tegen in de vorm van de Aprilbeweging, die Nederland een protestants land wilden houden. Koning Willem III had sympathie voor het verzet, weigerde dat op te geven en verbrak daarmee de scheiding van kerk en staat, wat leidde tot de val van het kabinet-Thorbecke. Uiteindelijk werd het herstel toch doorgevoerd en kwam er een Wet op de Kerkgenootschappen, die ten doel had voortaan de godsdienstige gemoederen in Nederland te bedaren.
De volgende decennia stond de katholieke emancipatie in het teken van het streven zowel aan de Heilige Stoel als aan Nederland trouw te zijn; dit ultramontanisme en nationalisme wilde nog weleens botsen. Toen de Kerkelijke Staat werd bedreigd door de Italiaanse legers, hebben naar verhouding bijzonder veel Nederlandse katholieken als Pauselijk Zoeaaf de paus gediend om hun trouw te bewijzen. In het laatste kwart van de 19e eeuw begon langzamerhand de verzuiling vorm te krijgen, en de katholieke zuil is altijd het sterkst te onderscheiden geweest vergeleken met de andere zuilen in Nederland. Vaak wordt de oprichting van de Katholieke Universiteit Nijmegen in 1923 gezien als de kroon op de katholieke emancipatie.

#### Seculieren

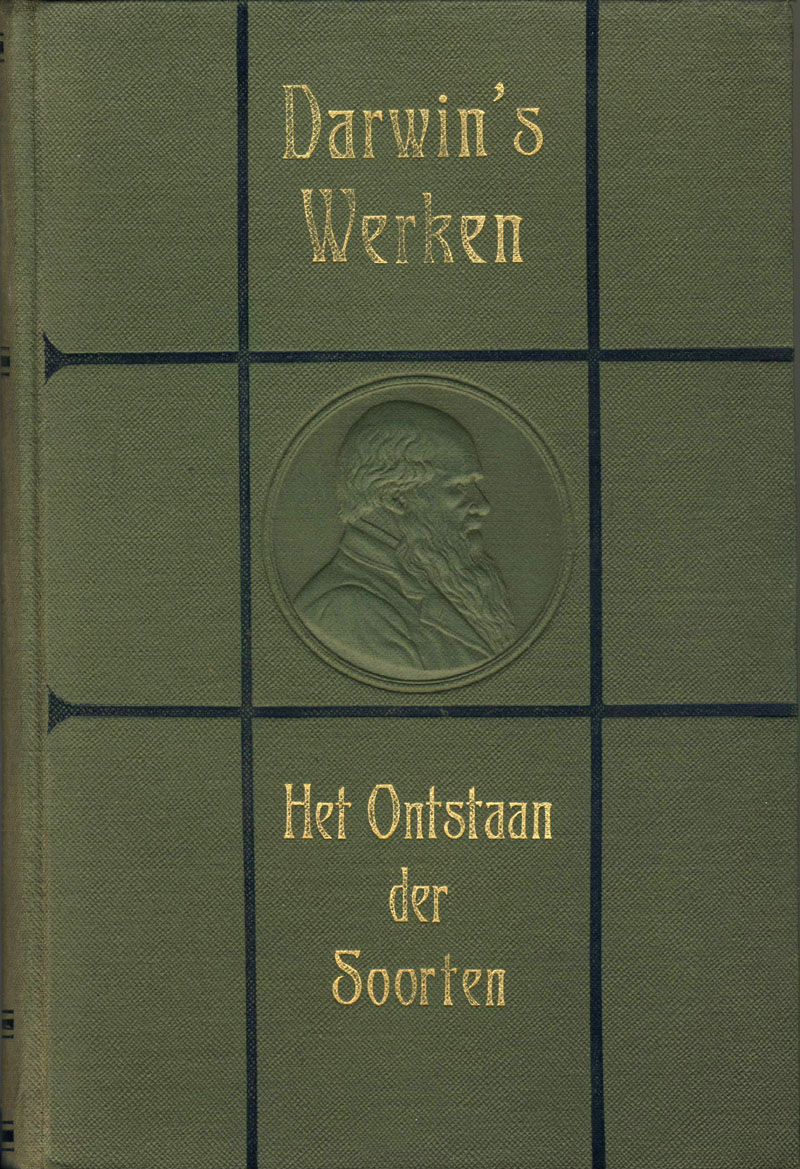
Darwins Oorsprong der soorten zette het denken over de oorsprong van al het leven op zijn kop. Al in 1860 werd zijn boek naar het Nederlands vertaald, hier een vertaling uit 1913.

Tot de Franse Revolutie was het deel van de Nederlandse bevolking dat zijn leven seculier (dat wil zeggen: niet (hoofdzakelijk) religieus) inrichtte miniem. Vanaf de 18e eeuw waren er onder de kleine elite van Verlichtingsfilosofen wel vrijdenkers, en na de komst van de Franse revolutionairen en hun "Bataafse" bondgenoten werden in 1796 veel Verlichtingsideeën als scheiding van kerk en staat in de praktijk gebracht, en alle burgers mochten voortaan vrij hun geloof of gebrek daaraan belijden; joden kregen volwaardig burgerrecht. Vooralsnog, en ook na de Franse tijd, bleef het aantal seculieren beperkt. Het liberalisme kwam als filosofisch-politieke beweging zonder religieuze grondslag voort uit de Verlichting, al waren aanvankelijk verreweg de meeste Nederlandse liberalen naast liberaal ook protestant of katholiek. De vrijdenkersbeweging raakte na 1850 steeds verder georganiseerd, met als succesvolste vereniging De Dageraad.
Een sterk seculier wereldbeeld werd door Karl Marx en Friedrich Engels vanaf 1848 gepropageerd in hun Communistisch Manifest, de grondslag voor het socialisme, waarin zij zich afzetten tegen religie, monarchisme en militarisme, maar vooral tegen kapitalisme, dat sterk opkwam door de Industriële Revolutie. Nederland industrialiseerde echter betrekkelijk laat, en pas eind negentiende eeuw (na 1880) begint de secularisering en komen er onder invloed van met name het socialisme steeds meer onkerkelijken. Vooral de protestanten verliezen in de daaropvolgende decennia veel leden. Dit geldt in het bijzonder voor de Nederlandse Hervormde Kerk, die ook veel leden verliest aan de van deze kerk afgescheiden gereformeerde kerken.
De seculiere ideologieën liberalisme en socialisme waren een product van de modernisering, die werd aangedreven door de snelle voortgang van de wetenschappen. In toenemende mate trokken de nieuwste inzichten traditionele religie in twijfel, met name de evolutietheorie zoals Charles Darwin die 1859 in De oorsprong der soorten formuleerde, die wetenschappelijk bewijs leverde dat de huidige levensvormen zijn voortgekomen van één gemeenschappelijke voorouder en niet afzonderlijk zijn geschapen. Ook de werken van Bijbelvorsers als David Friedrich Strauss met zijn Das Leben Jesu kritisch bearbeitet (1835) en Ernest Renan met zijn La vie de Jésus (1863), die het leven van Jezus Christus historisch-kritisch benaderden en een groot deel van de Bijbel daarmee ontkrachtten als wetenschappelijk betrouwbare informatiebron, tastten christelijke geloofswaarheden ernstig aan. De werken van Darwin, Strauss, Renan en anderen werden naar het Nederlands vertaald, en kregen bijval van Nederlanders zoals Pieter Harting, Tiberius Cornelis Winkler, Abraham Kuenen en Johannes van Vloten, die ook evolutiebiologie of Bijbelwetenschap bedreven en erover schreven. Aanvankelijk werden de werken van deze geleerden slechts onder een hoogopgeleid publiek gelezen, en hun ideeën vaak verenigbaar met de traditionele godsdiensten geacht, maar dat zou veranderen. In 1899 gaf nog slechts 2,3% van de Nederlanders zich bij de volkstelling op als "onkerkelijk", maar hun aandeel zou daarna gestaag gaan groeien.
Secularisering, en dus de toename van het aantal niet-gelovigen, is niet alleen in Nederland maar ook in andere Europese landen dé dominante ontwikkeling gedurende de afgelopen decennia.

### Twintigste eeuw

#### Verzuildheid
De verzuildheid wordt vaak aangeduid als 'verzuiling'. Aan het begin van de 20e eeuw, met als hoogtepunt het interbellum, was Nederland sterk verzuild geraakt. Iedere grote religieuze of seculiere bevolkingsgroep had haar eigen politieke partij(en), kerk(en), scholen en universiteiten, kranten en radio, en vaak ook sport- of scoutingverenigingen die hoofdzakelijk gescheiden van elkaar leefden, om binnen de eigen gemeenschap met het eigen gedachtegoed te worden opgevoed en naar inzicht van die gemeenschap te leven. Doorgaans worden er vier groepen (zuilen) onderscheiden: de rooms-katholieken (het sterkst georganiseerd), protestanten (weer verdeeld naar hervormden en gereformeerden), socialisten (waaronder communisten, sociaaldemocraten en anarchisten) en liberalen (hoewel zij eigenlijk tegen verzuiling waren, restte hen een soort overgebleven 'liberale/neutrale' zuil). Hoewel joden tendensen tot zuilvorming vertoonden worden zij niet als een aparte zuil beschouwd. Zij liepen wel gelijk op in het seculariseringsproces in Nederland.

#### Antisemitisme en Jodenvervolging
Al in de Middeleeuwen waren er kleine joodse gemeenschappen in Nederland, vooral in de zuidelijke streken, Brabant en Limburg, en in het oosten, Gelderland en Overijssel. Tijdens de kruistochten van 1095, 1146 en 1148 werden vooral in Duitsland joden hevig vervolgd. In die jaren werden zij ook uitgewezen uit Engeland en Frankrijk. Aannemelijk is dat zij toen hun toevlucht zochten in aangrenzende gebieden, zoals de Nederlanden. Bekend is dat vanaf de veertiende eeuw rondtrekkende Joodse handelslieden vanuit Duitsland regelmatig in Oost-Nederland kwamen.
Toen in de veertiende eeuw pestepidemieën uitbraken, kregen joden hiervan de schuld. Tussen 1347 en 1350 woedde er een zware pestepidemie (de "zwarte dood") in Europa, waaraan uiteindelijk bijna de helft van de bevolking bezweek. Op veel plaatsen werden joden vermoord, omdat zij er van werden beschuldigd de oorzaak te zijn van deze epidemie. Een Memorbuch uit 1349 noemt Deventer als een van de plaatsen waar de joodse gemeente tijdens de Zwarte Dood werd verwoest.
Na 1349 woonden er praktisch geen joden meer in Nederland, maar al vrij spoedig kwamen vanuit Westfalen weer joden naar hier. Te Roermond werd bijvoorbeeld in 1369 weer een jood vermeld. De haat tegen de joden was echter nog diep geworteld, hetgeen o.a. tot uiting kwam in de aparte wijken voor de joden en het verplicht dragen van het zogeheten jodenteken. Omstreeks 1500 werden alle joden uit de Duitse rijkssteden verjaagd. Ook in Nederland verjoegen de meeste steden hun joodse inwoners, waarbij sommigen zich door doop aan de vervolgingen onttrokken. Kort na 1500 waren de joden dan ook weer bijna overal uit ons land verdwenen.
In de 19e eeuw was in Europa het antisemitisme wederom sterk toegenomen, hetgeen in Rusland tot verschillende pogroms leidde en in West-Europa zich uitte in publieke discriminatie, zoals de beruchte Dreyfusaffaire in Frankrijk. Hoewel er in Nederland ook een traditie van vooroordelen over en discriminatie van joden bestond, kwam er in de 19e eeuw nog geen virulent politiek antisemitisme op zoals in Duitsland; hoewel Nederlandse Joden vasthielden aan joodse tradities en rituelen, namen ze de religieuze betekenis ervan steeds minder serieus en raakten steeds verder geseculariseerd en geïntegreerd in de Nederlandse samenleving. Toen de Grote Depressie in de jaren 1930 tot hoge werkloosheid onder arbeiders leidde, gaven vooral de opkomende nationaalsocialisten de joden hiervan de schuld. Toen in nazi-Duitsland joden steeds openlijker werden vervolgd, weken velen uit naar Nederland (zo'n 20.000 vanaf 1933). De regering vreesde dat dit het Nederlandse antisemitisme zou versterken en nationaalsocialistische partijen als de NSB en het Zwart Front doen groeien, en besloot de immigratie te beperken. Nadat Duitsland Nederland mei 1940 bezette, werden joden eerst sociaal uitgesloten, daarna opgepakt en gedeporteerd naar concentratiekampen en ten slotte grotendeels (zo'n 73% oftewel 100.000 mensen) door de bezetter uitgemoord. Slechts een kleine groep hielp de Duitsers uit antisemitische overtuiging; een derde groep pleegde verzet door bijvoorbeeld joden te helpen onderduiken met gevaar voor eigen leven. Er bestaat grote variatie in lokale slachtoffer percentages, bijvoorbeeld in Amsterdam is dit percentage 75 terwijl in de steden Utrecht en Tilburg dit respectievelijk 55 en 37 is. De overlevingskans was lager in gemeenten waar een sterkere verzuilingsmentaliteit heerste, maar hoger waar kerkelijke netwerken elkaar meer overlapten. Deze laatste bevinding kan verklaard worden doordat leden in een netwerk eerder geneigd zijn om elkaar te helpen. Zo schreef Milo Anstadt in zijn herinneringen over de Tweede Wereldoorlog: ‘je weet hoe het gaat, de ene katholiek stuurt je naar een andere katholiek en de ene hervormde stuurt je naar een andere hervormde’. Welk effect antisemitisme had op lokale overlevingskansen is nog niet geheel duidelijk. Collaborerende politieagenten verlaagden in ieder geval de overlevingskansen van joden. Lokale registraties van joden in 1941 waren in alle gemeenten even goed en snel gedaan en lijken daarmee geen oorzaak te kunnen zijn voor de lokale variatie in overlevingskansen en ook niet voor het slechtere Nederlandse overlevingspercentage in vergelijking met andere door Nazi-Duitsland bezette landen.
Toen na de oorlog bleek dat slechts 20.000 van de 140.000 joden in 1940 de vervolgingen hadden overleefd, bracht dat onder de Nederlandse bevolking een schok van afschuw en schuldgevoel, een felle roep om religieuze tolerantie en sympathie voor de stichting van een Joodse staat in Palestina (zionisme) teweeg. Veel joden hadden na de oorlog geen vertrouwen meer in Nederlandse garanties voor hun veiligheid en emigreerden, mede onder invloed van het zionisme, naar Israël.

#### Doorbraak of herzuiling?
Na de oorlog trachtte de Nederlandse Volksbeweging de doorbraakgedachte te verwezenlijken, dat wil zeggen het doorbreken van de katholieke, protestantse, socialistische en liberale zuilen en te komen tot een brede progressieve politieke partij. Hieruit kwam de Partij van de Arbeid (PvdA) voort, waarin vooraanstaande Nederlanders van alle stromingen waren vertegenwoordigd. De verwachte doorbraak kwam er echter niet: vooral de rooms-katholieke kerk trachtte snel na de bevrijding de oude geloofsgemeenschap weer op te bouwen en haar leden weer aan zich te binden, de zogenaamde herzuiling. De bijbehorende Katholieke Volkspartij (KVP) won de verkiezingen van 1946 van de PvdA, en ook de heropgerichte ARP en CHU lokten de protestantse kiezers weg van de gedroomde doorbraak. Als de twee grootste partijen vormden de KVP en PvdA van 1945 tot 1958 brede rooms-rode coalities, soms samen met de kleinere ARP, CHU of de liberale VVD (1945-'46 VDB).
Toch bleek vooral onder de Nederlandse katholieken een steeds grotere neiging om zich niet aan de strenge sociale regels van de zuil te houden. De viering van Honderd jaar Kromstaf in 1953 (het eeuwfeest van het herstel van de bisschoppelijke hiërarchie) moest de Nederlandse katholieken groepsvertrouwen geven naar binnen en buiten toe. Maar ondanks de daar door kardinaal de Jong gedane oproep om één te blijven, oefenden vooral socialistische ideeën hun invloed op veel katholieke Nederlanders uit om zich niet strikt naar de kerkregels te gedragen. In reactie hierop verscheen het Bisschoppelijk mandement van 1954, waarin de bisschoppen het lidmaatschap van socialistische organisaties verboden: men behoorde zich binnen de eigen zuil aan te sluiten bij een katholieke organisatie. Het mandement had vooral een averechts effect, omdat men het als belerend en krampachtig ervoer en zich gehinderd voelde in zijn keuzevrijheid. De katholieke zuil begon steeds grotere scheuren te vertonen en stortte ten slotte eind jaren 60 in, evenals de andere, minder sterk afgebakende zuilen.

#### Ontkerkelijking en diversifiëring
Het Tweede Vaticaans Concilie (1962-1965), dat streefde naar aggiornamento (het 'bij de tijd brengen' van het geloof) en ressourcement ('herbronning'), bracht belangrijke hervormingen voor katholieken wereldwijd, vooral gericht op een actievere rol voor de leken. Zo werd de volkstaal in plaats van het Latijn ingesteld in de liturgie, stond de priester voortaan met zijn gezicht in plaats van zijn rug naar de kerkgangers, en werd toenadering gezocht tot andere christelijke en niet-christelijke stromingen. De meningen waren verdeeld over de hervormingen: gingen ze te ver, niet ver genoeg of waren ze precies goed? In Nederland volgde het Pastoraal Concilie (1966-1970), om te bepalen hoe de Vaticaanse hervormingen moesten worden toegepast in de Nederlandse Kerkprovincie; er werd gesproken over onder andere kerkelijke gezagsuitoefening, missie, ontwikkelingssamenwerking, christelijke ethische levenshouding, huwelijk en gezin, ruimte voor jeugd, hedendaagse geloofsbeleving, zich vernieuwende geloofspraktijk, secularisatie, religieuzen, functionering van kerkelijk ambt, eenheid van christenen, verhouding tussen joden en christenen en bevordering van vredesmentaliteit. Deze unieke gebeurtenis werd via de media gevolgd door katholieken wereldwijd. Het meest radicale voorstel gedaan door het Pastoraal Concilie, de afschaffing van het celibaat, werd uiteindelijk door het Vaticaan geweigerd.
Het belang van de oecumene en de wens voor meer eenheid binnen de christelijke kerken nam toe, ook bij de protestanten. In 1961 werd de Groep van Achttien opgericht die streefde naar het ongedaan maken van verscheidene protestantse kerkscheuringen. Dit resulteerde in 2004 in de oprichting van de Protestantse Kerk in Nederland, een fusie tussen de Nederlandse Hervormde Kerk, de Gereformeerde Kerken in Nederland (verreweg het grootste gereformeerde kerkgenootschap) en de kleine Evangelisch-Lutherse Kerk in het Koninkrijk der Nederlanden. Tegelijkertijd introduceerden moderne theologen nieuwe zienswijzen op het traditionele geloof, zoals de invloedrijke gereformeerde Harry Kuitert, volgens wie God een menselijke constructie is, die is uitgevonden om het leven van zin te voorzien. Anderzijds zetten behoudende protestanten zich in om de secularisering tegen te gaan, zoals de Evangelische Omroep.
De ontzuiling of deconfessionalisering, duidelijk zichtbaar vanaf begin jaren zestig en in de jaren zeventig op een hoogtepunt, leidde tot een ontkerkelijkingsgolf, die ook in de tot dan hechte katholieke gemeenschap doorwerkt. De God is dood-gedachte was uitzonderlijk sterk tijdens de internationale studentenopstanden in mei 1968, die zich in Nederland vooral in Amsterdam en Nijmegen manifesteerden. De grenzen tussen de geloofs- en levensbeschouwelijke gemeenschappen, die door de verzuiling en de ruimtelijke scheiding vrij strak waren, verdwenen langzaam. In dezelfde periode kwamen er met de instroom van grote groepen immigranten verschillende 'uitheemse' religies het land binnen, zoals de islam, het hindoeïsme en het boeddhisme. Deze nieuwe religies concentreren zich vooral in de grote steden.

### 21e eeuw

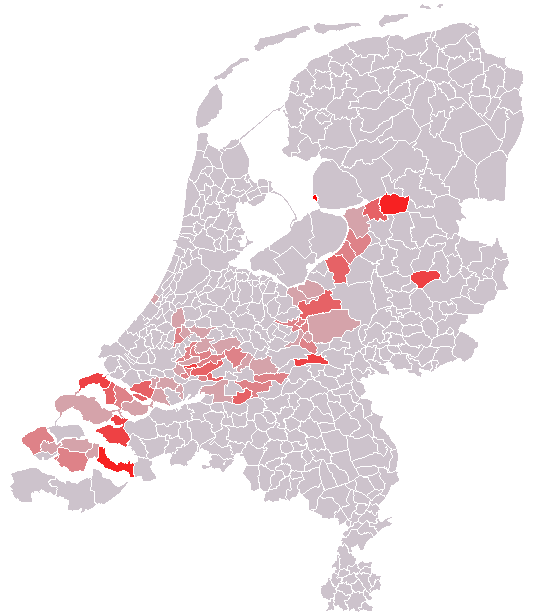
SGP-stemmers per gemeente (2003), indicatie van de Bijbelgordel. In deze streek wonen de meest behoudende protestantse christenen en gaat de secularisering het langzaamst.

Uit de SCP-studie Godsdienstige veranderingen in Nederland (september 2006) bleek dat sedert de jaren 1960 het aantal kerkgangers in Nederland drastisch was gedaald. In het jaar 2000 was 62% van de Nederlanders niet verbonden met een of andere religie. Dit percentage zou in 2020 naar verwachting oplopen tot 72%. In dit onderzoek uit 2006 voorspelde men verder nog dat de islam jaarlijks zou blijven groeien. In 2000 was 5% van de Nederlanders islamitisch en volgens het rapport zou dit toenemen tot zo'n 8% in 2020. Echter door een latere (in 2007) herziening van de CBS definitie betreffende wie wel of niet moslim is, is dit niet uitgekomen. Volgens het CBS bedroeg in 2010 het aandeel moslims in Nederland nog steeds 5% en in 2019 ook; in aantallen groeiden ze mee met de algemene Nederlandse bevolkingsgroei. In de periode 2010–2019 nam het aantal onkerkelijken toe met 8% en daarmee was voor het eerst een meerderheid van de Nederlanders onkerkelijk (53%). De percentages christenen namen in de jaren 2010 verder af: katholieken verloren 5%, hervormden 2% en gereformeerden 1%.
De religieuze beleving is vergeleken met vijftig jaar geleden zeer sterk afgenomen: dopen, trouwen in de kerk en het wekelijkse kerkbezoek zijn iets van vroeger, ook voor hen die aangeven gelovig te zijn in de CBS steekproeven. Vooral de verplichting tot zondags kerkbezoek wordt niet meer gevoeld, het kerkbezoek in Nederland is beduidend minder dan 10%. Een uitzondering op deze ontwikkelingen vormen de orthodoxe christelijke gelovigen, voor wie godsdienst inclusief de zondagsplicht voor velen nog steeds een centrale plaats inneemt in het leven. Echter in deze laatste groep neemt het aantal keren dat men op een zondag naar de kerk gaat wel af. Verschillende kerken zijn al gestopt met het organiseren van een derde zondagse kerkdienst.
De secularisering heeft de persoonlijke religieuze affiliatie van de Nederlanders behoorlijk veranderd en vooral vager gemaakt. Na een periode van 'randkerkelijkheid' is de lijn tussen kerkgang en geloof niet meer helder te trekken: er bevinden zich ongelovigen binnen de kerk die uit gemeenschapszin of om andere redenen diensten blijven bezoeken, gelovigen buiten de kerk die afstand nemen van het "instituut kerk", vrijzinnigen binnen de kerk die slechts een deel van dogma's, opvattingen en rituelen volgen, en ten slotte mensen die de kerk (en het geloof) hebben verlaten, maar er nog een warme band mee voelen en/of zich er vaak nog mee associëren (bijvoorbeeld mensen die zich 'cultuurkatholiek' noemen). Bovendien zijn er 'gradaties' waarin men kan geloven (theïsme; 2007: 24%, 2015: 17%), (agnosticisme; 2007: 26%, 2015: 31%) en (atheïsme; 2007: 14%, 2015: 25%); sommige Nederlanders zeggen te geloven in 'iets' (ietsisme; 2007: 36%, 2015: 27%).
In 2014 werd het verbod op godslastering afgeschaft. Er blijven lokaal wel enkele vloekverboden van kracht, maar er worden zelden boetes uitgedeeld.
Een onderzoek door de VU Amsterdam en Radboud universiteit in 2016 gaf aan dat 67,8% van de Nederlanders onkerkelijk is. Negenenvijftig procent bezoekt nooit een kerkdienst. Van alle ondervraagden noemt ongeveer een kwart zich atheïst, dat is een stijging van 10% ten opzichte van eenzelfde onderzoek uit 2006.

## Statistieken van het CBS
Volgens steekproeven van het Centraal Bureau voor de Statistiek (CBS) rekende eind jaren 90 nog 60% van de Nederlanders zich tot een kerkelijke gezindte of levensbeschouwing, in 2010 was dit percentage gedaald tot 55% om daarna elk jaar iets terug te lopen. In 2017 waren er voor het eerst minder religieuzen dan niet-religieuzen. Sindsdien nam het aandeel religieuzen jaarlijks gestaag verder af. In 2018 rekende 48% van de bevolking van 15 jaar of ouder zich tot een kerkelijke gezindte of levensbeschouwelijke groepering, in 2019 was dat 45,9% en in 2021 42%.
De katholieken vormen de grootste minderheidsreligie in Nederland. In de periode 2012-2015 beschouwde nog ruim een kwart van de bevolking van 15 jaar of ouder zichzelf als katholiek, in 2019 was dat afgenomen naar een vijfde en in 2021 naar een zesde. De protestanten staan op de tweede plaats. Ook bij hen was er sprake van een afname: van 17,2% in 2012 naar 14,8% in 2019 en 13,6% in 2021. Bij moslims daarentegen is er sprake van een stabilisatie: in 2012 gaf 4,5% te kennen zich tot de islamitische geloofsgroep te rekenen, in 2019 is dat 5,0% en in 2021 4,6%. De omvang van de overige geloofsgroepen, samengevoegd onder ‘andere gezindte’, schommelde in deze periode tussen de 5,3 en 6,5%.
Sommigen beschouwen de statistieken van het CBS als rommelig en onjuist doordat met betrekking tot protestanten de categorieën "gereformeerd", "hervormd" en "PKN" gehanteerd worden. Binnen de PKN zijn er echter meerdere typen kerkgemeenten, waaronder gereformeerd en hervormd. Bovendien zijn er aanwijzingen dat bevindelijk-gereformeerden zich tot de categorie "overig" rekenen omdat ze zich in geen van deze drie categorieën willen plaatsen. Speciale aandacht is daarbij voor de diversiteit van de religieuze stromingen, met name de protestantse. Anno 2018, 2019 werkt het CBS aan een nieuwe vraagstelling om de religieuze betrokkenheid vast te stellen. De belangrijkste aanpassing is om in plaats van de driedeling bij de protestanten (PKN, Nederlands hervormd, gereformeerd) eerst te vragen of men christelijk is en zo ja, door te vragen waarbij aan de respondent een groot aantal christelijke stromingen wordt voorgelegd.
| Jaar                                     | Geen kerkelijke gezindte | Rooms- Katholiek | Protestant        | Protestant          | Protestant   | Islam | Overige gezindte |
| Jaar                                     | Geen kerkelijke gezindte | Rooms- Katholiek | Protestantse Kerk | Nederlands Hervormd | Gereformeerd | Islam | Overige gezindte |
| ---------------------------------------- | ------------------------ | ---------------- | ----------------- | ------------------- | ------------ | ----- | ---------------- |
| 1975                                     | 26                       | 38               | -                 | 23                  | 10           | -     | 3                |
| 1980                                     | 26                       | 38               | -                 | 21                  | 9            | -     | 5                |
| 1990                                     | 38                       | 33               | -                 | 17                  | 8            | -     | 5                |
| 2000                                     | 41                       | 32               | -                 | 14                  | 7            | -     | 8                |
| 2010                                     | 45                       | 28               | 6                 | 8                   | 4            | 4     | 6                |
| 2011                                     | 47                       | 26               | 6                 | 7                   | 3            | 5     | 5                |
| 2012                                     | 48                       | 26               | 6                 | 7                   | 4            | 5     | 5                |
| 2013                                     | 47                       | 26               | 5                 | 7                   | 3            | 5     | 6                |
| 2014                                     | 49                       | 24               | 6                 | 7                   | 3            | 5     | 6                |
| 2015                                     | 50                       | 24               | 6                 | 6                   | 3            | 5     | 6                |
| 2016                                     | 50                       | 24               | 6                 | 6                   | 3            | 5     | 6                |
| 2017                                     | 51                       | 24               | 6                 | 6                   | 3            | 5     | 6                |
| 2018                                     | 53                       | 22               | 6                 | 6                   | 3            | 5     | 5                |
| 2019                                     | 54                       | 20               | 15                | 15                  | 15           | 5     | 5                |
| 2020                                     | 55                       | 20               | 14                | 14                  | 14           | 5     | 5                |
| 2021                                     | 58                       | 18               | 14                | 14                  | 14           | 5     | 6                |
| 2022                                     | 57                       | 18               | 13                | 13                  | 13           | 6     | 6                |
| 2023                                     | 58                       | 17               | 13                | 13                  | 13           | 6     | 6                |
| 2024                                     | 56                       | 17               | 14                | 14                  | 14           | 6     | 7                |
| Bron: Centraal Bureau voor de Statistiek |                          |                  |                   |                     |              |       |                  |

De gegevens tot 1971 zijn afkomstig uit de tienjaarlijkse volkstellingen, de schattingen na 1971 zijn afkomstig uit het POLS van het Centraal Bureau voor de Statistiek (CBS). Dit is een jaarlijkse representatief geachte enquête over de leefsituatie van de bevolking, waarvoor elk jaar zo'n tienduizend mensen worden ondervraagd, onder meer over kerkelijkheid. Hierbij worden de non-response antwoorden genegeerd. Ongeveer een derde van de ondervraagden geeft geen antwoord op de vraag welke religie/godsdienst men heeft.
Het CBS staat tamelijk alleen met haar veel hogere kerkelijkheidsgetallen. De vraagstellingen om af te bakenen of een persoon tot een kerkelijke gezindte of levensbeschouwelijke groep behoort, zijn sterk bepalend voor de uitkomsten. In CBS-enquêtes wordt doorgaans één vraag gesteld, waarbij aan de respondent een aantal categorieën wordt voorgelegd. Tot 2018 waren dat meestal ‘geen’, ‘rooms-katholiek’, ‘gereformeerd’, ‘Nederlands hervormd’, ‘PKN’, ‘islam’ en ‘andere gezindte’. Het vaststellen van het behoren tot een religie met een enkele vraag staat bekend als de eentrapsvraag. Bij een tweetrapsvraag wordt eerst gevraagd of men behoort tot een religieuze groep en vervolgens naar welke groep dat is. Bij een dergelijke tweetrapsvraag is het aandeel religieuzen aanmerkelijk lager, ruwweg de helft van de door de CBS gehanteerde CBS eentrapsvraagstelling.
Sinds 2018 werkt het CBS in het onderzoek Sociale samenhang en Welzijn (S&W) aan een nieuwe eentrapsvraagstelling om de religieuze betrokkenheid vast te stellen. Voorlopige eindresultaten laten zien dat deze herziene eentrapsvraag iets lagere religieuze betrokkenheid laat zien 44,2% versus 45,9% bij de originele eentrapsvraagstelling. Het gat tussen de CBS statistieken en wetenschappelijke bronnen blijft dus bestaan.

### Historisch verloop nationaal
| Volkstelling | Calvinistisch     | Calvinistisch   | Overig protestants | Overig protestants | Overig protestants | Overig protestants     | Katholiek        | Katholiek       | Andere godsdiensten | Andere godsdiensten | Andere godsdiensten |                 |                   |
| Jaar | Nederl.- hervormd | Gerefor- meerd  | Remon- strants     | Luthers            | Doops- gezind      | Overig                 | Rooms- katholiek | Oud- katholiek  | Israël. (joods)     | Islam.              | Overig / onbekend   | Geen gezindte   | Totaal            |
| --- | ----------------- | --------------- | ------------------ | ------------------ | ------------------ | ---------------------- | ---------------- | --------------- | ------------------- | ------------------- | ------------------- | --------------- | ----------------- |
| 1809 | 55,5%             | 55,5%           | zie Overig         | zie Overig         | zie Overig         | zie Overig             | 38,1%            | zie Overig      | zie Overig          | zie Overig          | 6,4%                | 0,0%            | 100,0%            |
| 01-01-1830 | 1.544.888 59,1%   | 1.544.888 59,1% | 1.544.888 59,1%    | 1.544.888 59,1%    | 1.544.888 59,1%    | 1.544.888 59,1%        | 1.019.108 39,0%  | 1.019.108 39,0% | 46.397 1,8%         | -                   | 3.094 0,1%          | 3.094 0,1%      | 2.613.487 100,0%  |
| 01-01-1840 | 1.704.275 59,6%   | 1.704.275 59,6% | 1.704.275 59,6%    | 1.704.275 59,6%    | 1.704.275 59,6%    | 1.704.275 59,6%        | 1.100.616 38,5%  | 1.100.616 38,5% | 52.245 1,8%         | -                   | 3.314 0,1%          | 3.314 0,1%      | 2.860.559 100,0%  |
| 19-11-1849 | 1.676.682 54,8%   | 40.308 1,3%     | 4.909 0,2%         | 62.537 2,0%        | 38.575 1,3%        | 1.849 0,1%             | 1.166.256 38,2%  | 5.668 0,2%      | 58.626 1,9%         | -                   | 1.469 0,0%          | 1.469 0,0%      | 3.056.879 100,0%  |
| 31-12-1859 | 1.817.996 55,2%   | 65.520 2,0%     | 5.270 0,2%         | 64.140 1,9%        | 41.815 1,3%        | 1.434 0,0%             | 1.225.171 37,2%  | 5.337 0,2%      | 63.427 1,9%         | -                   | 3.467 0,1%          | 3.467 0,1%      | 3.309.128 100,0%  |
| 01-12-1869 | 1.967.110 55,0%   | 107.123 3,0%    | 5.486 0,2%         | 68.067 1,9%        | 44.227 1,2%        | 1.268 0,0%             | 1.307.765 36,5%  | 5.287 0,1%      | 68.003 1,9%         | -                   | 5.193 0,1%          | 5.193 0,1%      | 3.579.529 100,0%  |
| 31-12-1879 | 2.196.599 54,7%   | 139.903 3,5%    | 9.678 0,2%         | 71.815 1,8%        | 50.705 1,3%        | 3.992 0,1%             | 1.439.137 35,9%  | 6.251 0,2%      | 81.693 2,0%         | 49 0,0%             | 618 0,0%            | 12.253 0,3%     | 4.012.693 100,0%  |
| 31-12-1889 | 2.204.948 48,9%   | 370.268 8,2%    | 14.889 0,3%        | 83.879 1,9%        | 53.572 1,2%        | vanaf hier: zie Overig | 1.596.482 35,4%  | 7.687 0,2%      | 97.324 2,2%         | 47 0,0%             | 16.234 0,4%         | 66.085 1,5%     | 4.511.415 100,0%  |
| 31-12-1899 | 2.480.878 48,6%   | 415.758 8,1%    | 20.807 0,4%        | 92.897 1,8%        | 57.789 1,1%        | -                      | 1.790.161 35,1%  | 8.754 0,2%      | 103.988 2,0%        | -                   | 17.926 0,4%         | 115.179 2,3%    | 5.104.137 100,0%  |
| 31-12-1909 | 2.597.921 44,3%   | 567.439 9,7%    | 27.450 0,5%        | 97.700 1,7%        | 64.245 1,1%        | -                      | 2.053.021 35,0%  | 10.082 0,2%     | 106.409 1,8%        | 54 0,0%             | 42.894 0,7%         | 290.960 5,0%    | 5.858.175 100,0%  |
| 31-12-1920 | 2.835.595 41,3%   | 655.370 9,5%    | 31.215 0,5%        | 102.492 1,5%       | 67.769 1,0%        | -                      | 2.444.583 35,6%  | 10.461 0,2%     | 115.223 1,7%        | -                   | 68.892 1,0%         | 533.714 7,8%    | 6.865.314 100,0%  |
| 31-12-1930 | 2.744.288 34,6%   | 742.189 9,4%    | 29.719 0,4%        | 90.267 1,1%        | 62.012 0,8%        | -                      | 2.890.022 36,4%  | 10.182 0,1%     | 111.917 1,4%        | -                   | 110.576 1,4%        | 1.144.393 14,4% | 7.935.565 100,0%  |
| 31-05-1947 | 2.962.906 30,8%   | 935.956 9,7%    | 40.044 0,4%        | 69.526 0,7%        | 67.420 0,7%        | -                      | 3.703.572 38,5%  | 11.360 0,1%     | 14.346 0,1%         | -                   | 179.155 1,9%        | 1.641.214 17,1% | 9.625.499 100,0%  |
| 31-05-1960 | 3.243.519 28,3%   | 1.068.600 9,3%  | 38.609 0,3%        | 67.112 0,6%        | 62.928 0,5%        | 192.344 1,7%           | 4.634.478 40,4%  | 10.584 0,1%     | 14.503 0,1%         | 1.399 0,0%          | 25.653 0,2%         | 2.102.235 18,3% | 11.461.964 100,0% |
| 28-02-1971 | 3.077.070 23,6%   | 1.225.030 9,4%  | 25.755 0,2%        | 40.700 0,3%        | 43.345 0,3%        | 270.435 2,1%           | 5.273.665 40,4%  | 8.015 0,1%      | 4.835 0,0%          | 53.975 0,4%         | 35.760 0,3%         | 3.078.645 23,6% | 13.060.115 100,0% |
| Bronnen: - www.volkstellingen.nl - Knippenberg, H. (1992): De Religieuze Kaart van Nederland. Assen: Koninklijke Van Gorcum |                   |                 |                    |                    |                    |                        |                  |                 |                     |                     |                     |                 |                   |

### Historisch verloop regionaal
| | Volkstelling 1809 | Volkstelling 1809 | Volkstelling 1809 | Volkstelling 1809 |  | Volkstelling 1899 | Volkstelling 1899 | Volkstelling 1899 | Volkstelling 1899 | Volkstelling 1899 |  | Volkstelling 1971 | Volkstelling 1971 | Volkstelling 1971 | Volkstelling 1971 | Volkstelling 1971 |  | Steekproef 2002/2003 | Steekproef 2002/2003 | Steekproef 2002/2003 | Steekproef 2002/2003 | Steekproef 2002/2003 | Steekproef 2002/2003 |
| --- | ----------------- | ----------------- | ----------------- | ----------------- |  | ----------------- | ----------------- | ----------------- | ----------------- | ----------------- |  | ----------------- | ----------------- | ----------------- | ----------------- | ----------------- |  | -------------------- | -------------------- | -------------------- | -------------------- | -------------------- | -------------------- |
| Provincie | NHK               | RKK               | Overig            | Geen              |  | NHK               | Geref             | RKK               | Overig            | Geen              |  | NHK               | Geref             | RKK               | Overig            | Geen              |  | NHK                  | Geref                | RKK                  | Overig               | Islam                | Geen                 |
| Groningen | 87                | 8                 | 6                 | -                 |  | 66                | 16                | 7                 | 6                 | 4                 |  | 28                | 16                | 7                 | 5                 | 39                |  | 13                   | 15                   | 6                    | 5                    | 2                    | 59                   |
| Friesland | 82                | 9                 | 9                 | 0                 |  | 60                | 18                | 7                 | 6                 | 7                 |  | 30                | 22                | 8                 | 9                 | 31                |  | 18                   | 18                   | 8                    | 6                    | 2                    | 48                   |
| Drenthe | 97                | 1                 | 2                 | -                 |  | 75                | 13                | 6                 | 3                 | 1                 |  | 42                | 13                | 10                | 9                 | 27                |  | 23                   | 13                   | 10                   | 4                    | 2                    | 49                   |
| Flevoland | -                 | -                 | -                 | -                 |  | -                 | -                 | -                 | -                 | -                 |  | -                 | -                 | -                 | -                 | -                 |  | 10                   | 12                   | 14                   | 5                    | 6                    | 53                   |
| Overijssel | 62                | 34                | 3                 | -                 |  | 59                | 9                 | 27                | 4                 | 1                 |  | 31                | 8                 | 32                | 10                | 20                |  | 20                   | 10                   | 27                   | 4                    | 4                    | 35                   |
| Gelderland | 62                | 36                | 2                 | -                 |  | 56                | 5                 | 36                | 3                 | 1                 |  | 35                | 6                 | 38                | 7                 | 14                |  | 22                   | 8                    | 28                   | 3                    | 4                    | 35                   |
| Utrecht | 56                | 39                | 5                 | -                 |  | 54                | 8                 | 33                | 4                 | 1                 |  | 29                | 8                 | 31                | 11                | 23                |  | 16                   | 8                    | 21                   | 4                    | 7                    | 44                   |
| Noord-Holland | 54                | 26                | 20                | 0                 |  | 46                | 6                 | 27                | 17                | 4                 |  | 15                | 6                 | 30                | 9                 | 41                |  | 7                    | 4                    | 20                   | 3                    | 8                    | 58                   |
| Zuid-Holland | 72                | 23                | 5                 | 0                 |  | 60                | 9                 | 24                | 5                 | 2                 |  | 30                | 8                 | 24                | 9                 | 29                |  | 16                   | 7                    | 18                   | 5                    | 8                    | 46                   |
| Zeeland | 78                | 20                | 2                 | 0                 |  | 58                | 11                | 25                | 3                 | 1                 |  | 38                | 11                | 27                | 6                 | 13                |  | 24                   | 12                   | 21                   | 4                    | 2                    | 36                   |
| Noord-Brabant | 12                | 88                | 1                 | 0                 |  | 9                 | 2                 | 88                | 1                 | 0                 |  | 6                 | 2                 | 85                | 3                 | 5                 |  | 4                    | 2                    | 64                   | 1                    | 4                    | 24                   |
| Limburg | 1                 | 98                | 1                 | -                 |  | 1                 | 0                 | 98                | 1                 | 0                 |  | 3                 | 1                 | 92                | 4                 | 3                 |  | 1                    | 1                    | 78                   | 1                    | 4                    | 15                   |
| Nederland | 55,5              | 38,1              | 6,4               | 0,0               |  | 48,4              | 8,1               | 35,1              | 6,1               | 2,3               |  | 23,5              | 9,4               | 40,4              | 3,1               | 23,6              |  | 13                   | 7                    | 30                   | 3                    | 6                    | 41                   |
| Bronnen: - Centraal Bureau voor de Statistiek - Knippenberg, H. (1992): De Religieuze Kaart van Nederland. Assen: Koninklijke Van Gorcum. - Iets meer dan de helft van de Nederlandse bevolking was nog lid van een christelijke kerk volgens de meest recente beschikbare regionale (2002/2003) steekproef van het CBS. Volgens de meest recente cijfers van het CBS is het aantal Nederlanders zonder religie sindsdien verder toegenomen naar 44%. In 2002, 2003 was in drie noordelijke provincies een meerderheid niet gelovig, terwijl in de twee zuidelijke provincies (Noord-Brabant en Limburg) katholieken in de meerderheid waren. In 2021 toonde een separate publicatie van het CBS aan dat in Noord-Brabant ondertussen een meerderheid van de bevolking niet-christelijk is. |                   |                   |                   |                   |  |                   |                   |                   |                   |                   |  |                   |                   |                   |                   |                   |  |                      |                      |                      |                      |                      |                      |

## Statistieken: ledenregistratie
De Wetenschappelijke Raad voor het Regeringsbeleid publiceerde in het in december 2006 verschenen rapport Geloven in het publieke domein een zeer uitgebreid overzicht van de ledenaantallen van de verschillende religies in Nederland per eind 2005 met voor zover bekend een onderverdeling naar de verschillende geloofsgemeenschappen (met een ledenaantal groter dan 10.000). Volgens het rapport van de WRR telde Nederland aan het eind van 2005 circa 7,132 miljoen christenen (circa 40 procent van de bevolking) en circa 944.000 moslims (5,5 procent van de bevolking). Daarnaast waren er nog een paar kleinere geloofsgemeenschappen (hindoes, boeddhisten, joden). De grootste groep zijn diegenen zonder religie (circa 53% van de Nederlandse bevolking).
Onderstaande gegevens over ledentallen van de verschillende religieuze groeperingen zijn voor het jaar 2005 ontleend aan bovengenoemd rapport en aangevuld (voor kleinere genootschappen met cijfers van deze genootschappen zelf) en voor zover bekend aangevuld met meer recente cijfers wederom zoals gerapporteerd door de verschillende geloofsgemeenschappen. Voor het jaar 2010 wordt gebruikgemaakt van een KASKI-overzicht voor het jaar 2010
Zoals de tabel laat zien rapporteren bijna alle christelijke groeperingen hetzij een afname van het aantal leden of een nagenoeg gelijkblijvend ledenaantal, uitgezonderd een aantal bevindelijk gereformeerde kerken. Echter met name door het verlies aan leden van de twee grote kerken, dat zijn het Rooms-Katholiek Kerkgenootschap in Nederland met een ledenverlies van meer dan 300 duizend leden tussen eind 2005 en eind 2010 en de Protestantse Kerk in Nederland met een ledenverlies van ruim 150 duizend leden neemt het aantal christenen in Nederland af, van circa 7,132 miljoen (44%) per eind 2005 naar 6,861 miljoen per eind 2010.
| Naam | Meest recente aantal leden | In jaar  | Aantal leden per eind 2005 (WRR) |
| --- | -------------------------- | -------- | -------------------------------- |
| CHRISTENDOM | ± 6.861.000 (41%)          | 2010     | ± 7.132.000 (44%)                |
| Katholicisme | ± 3.375.000                | 2023     | ± 4.413.000                      |
| Rooms-katholiek Kerkgenootschap in Nederland | 3.370.253                  | 2023     | ± 4.406.000                      |
| Oud-Katholieke Kerk van Nederland | 4.045                      | 2023     | 5.981                            |
| Vrij-Katholieke Kerk in Nederland | 334                        | 2023     | 800                              |
| Onafhankelijk (Oud-)Rooms-Katholieke Kerk |                            |          | ± 500                            |
| Gereformeerd protestantisme en lutheranisme | ± 1.780.000                | 2023     | ± 2.400.000                      |
| Protestantse Kerk in Nederland - Nederlandse Hervormde Kerk - Gereformeerde Kerken in Nederland - Evangelisch-Lutherse Kerk | 1.366.676                  | 2023     | ± 1.944.000                      |
| Nederlandse Gereformeerde Kerken - Gereformeerde Kerken vrijgemaakt - Nederlands Gereformeerde Kerken | 130.000                    | 2023     | 125.970 32.250                   |
| Gereformeerde Gemeenten | 106.729                    | 2025     | 103.272                          |
| Christelijke Gereformeerde Kerken | 66.572                     | 2025     | 74.853                           |
| Hersteld Hervormde Kerk | 61.310                     | 2025     | ± 70.000                         |
| Gereformeerde Gemeenten in Nederland | 23.000                     | 2025     | 21.708                           |
| Oud Gereformeerde Gemeenten in Nederland | ± 18.500                   |          | ± 18.000                         |
| Vrije (oud) Gereformeerde Gemeenten | ± 5.000                    |          | ± 5.000                          |
| Gereformeerde Gemeenten in Nederland (buiten verband) | ± 1.500                    | mei 2010 | ± 3.000                          |
| Voortgezette Gereformeerde Kerken in Nederland | 1.200                      | 2022     | ± 3.000                          |
| Gereformeerde Kerken in Nederland (hersteld) |                            |          | ± 1.500                          |
| Evangelische christenen en Pinksterbeweging | ± 192.000                  | 2010     | ± 140.000                        |
| Vrije pinkstergemeenten |                            |          | ± 47.500                         |
| Verenigde Pinkster- en Evangeliegemeenten | 15.000                     | 2025     | 21.255                           |
| Evangelische Broedergemeente |                            |          | ± 15.000                         |
| Unie-ABC (Alliantie van Baptisten en CAMA-gemeenten) - Unie van Baptistengemeenten - CAMA Nederland - Broederschap van Baptistengemeenten | 13.522                     | 2024     | 11.109 ± 5.000 ± 4.200           |
| Zevendedagsadventisten | ± 6.000                    | 2025     | ± 5.000                          |
| Bond van Vrije Evangelische Gemeenten | 3.700                      | 2025     | 5.717                            |
| Leger des Heils | 3.514                      | 2023     | 6.500                            |
| Johan Maasbach Wereld Zending |                            |          | ± 4.000                          |
| Rafaël Nederland |                            |          | ± 3.500                          |
| Bethel Pinksterkerk Nederland |                            |          | ± 2.500                          |
| Evangelie Gemeente De Deur |                            |          | 2.500                            |
| Victory Outreach Kerken Nederland |                            |          | 2.000                            |
| Kerk van de Nazarener |                            |          | 1.800                            |
| Volle Evangelie Bethel Kerk |                            |          | 1.300                            |
| Bethel Pentecostal Temple Fellowship Nederland |                            |          | 1.300                            |
| Capitol Worship Centre |                            |          | 900                              |
| Newfrontiers Nederland |                            |          | 800                              |
| Overige christelijke kerkgenootschappen | ± 166.000                  | 2010     | ± 195.000                        |
| Anglicaanse Kerk | ± 30.000                   | 2012     | ± 33.000                         |
| Oosters-orthodoxe kerken |                            |          | ± 30.000                         |
| Jehova's getuigen | 29.618                     | 2025     | 30.728                           |
| Geredja Indjili Maluku | 25.000                     | 2011     | ± 25.000                         |
| Apostolisch Genootschap | 10.409                     | 2024     | ± 19.000                         |
| Vergadering van gelovigen |                            |          | ± 10.000                         |
| Kerk van Jezus Christus van de Heiligen der Laatste Dagen | 9.117                      | 2025     | ± 7.500                          |
| Nieuw-Apostolische Kerk in Nederland | 8.145                      | 2023     | 11.856                           |
| Algemene Doopsgezinde Sociëteit | 6.496                      | 2023     | 9.192                            |
| Overige Molukse kerkgenootschappen |                            |          | ± 5.000                          |
| Remonstrantse Broederschap | 4.700                      | 2020     | 4.581 (exclusief zgn. vrienden)  |
| Vrijzinnige Geloofsgemeenschap NPB | 2.246                      | 2021     | 5.258                            |
| Brunstad Christian Church | 1.783                      | 2024     | ± 2.500                          |
| Religieus Genootschap der Vrienden (Quakers) | 80                         | 2025     | ± 200                            |
| ISLAM | ± 825.000 (4,9%)           | 2012     | ± 944.000 (5,5%)                 |
| Marokkaanse moslims | ± 327.000                  | 2012     | ± 260.000                        |
| Turkse moslims | ± 325.000                  | 2012     | ± 325.000                        |
| Indonesische moslims |                            |          | 7.000                            |
| Afghaanse moslims |                            |          | ± 31.000                         |
| Iraakse moslims |                            |          | ± 27.000                         |
| Nederlandse moslims |                            |          | ± 12.000                         |
| Overige moslimgroepen |                            |          | 155.000                          |
| HINDOEÏSME | ±150.000                   | 2010     | ± 100.000                        |
| BOEDDHISME | ±50.000                    | okt 2014 | ± 170.000                        |
| JODENDOM |                            |          | ± 43.000                         |
| Nederlands-Israëlitisch Kerkgenootschap |                            |          | 5.000                            |
| Nederlands Verbond voor Progressief Jodendom |                            |          | 3.500                            |
| Portugees-Israëlietisch Kerkgenootschap |                            |          | 600                              |
| Masorti Nederland |                            |          | 100                              |
| Beth Hagidush |                            |          | 85                               |
| BAHÁ'Í-GELOOF | ± 1.300                    | 2001     |                                  |
| SIKHISME | ± 12.000                   | 2001     |                                  |
| Bronnen: - Wetenschappelijke Raad voor het Regeringsbeleid, Geloven in het publieke domein: verkenningen van een dubbele transformatie (2006). Amsterdam University Press. - Katholiek Sociaal-Kerkelijk Instituut (KASKI - www.kaski.ru.nl) - SILA (www.sila.nl) - CBS (www.cbs.nl) - Nederlandse kranten en eigen opgave kerkgenootschappen |                            |          |                                  |

## Overige statistieken

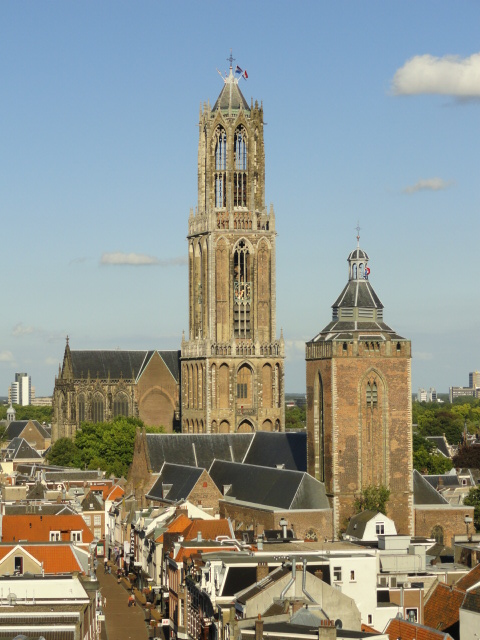
De Dom van Utrecht en de Buurkerk, oorspronkelijk katholiek, sinds 1580 beide protestants.

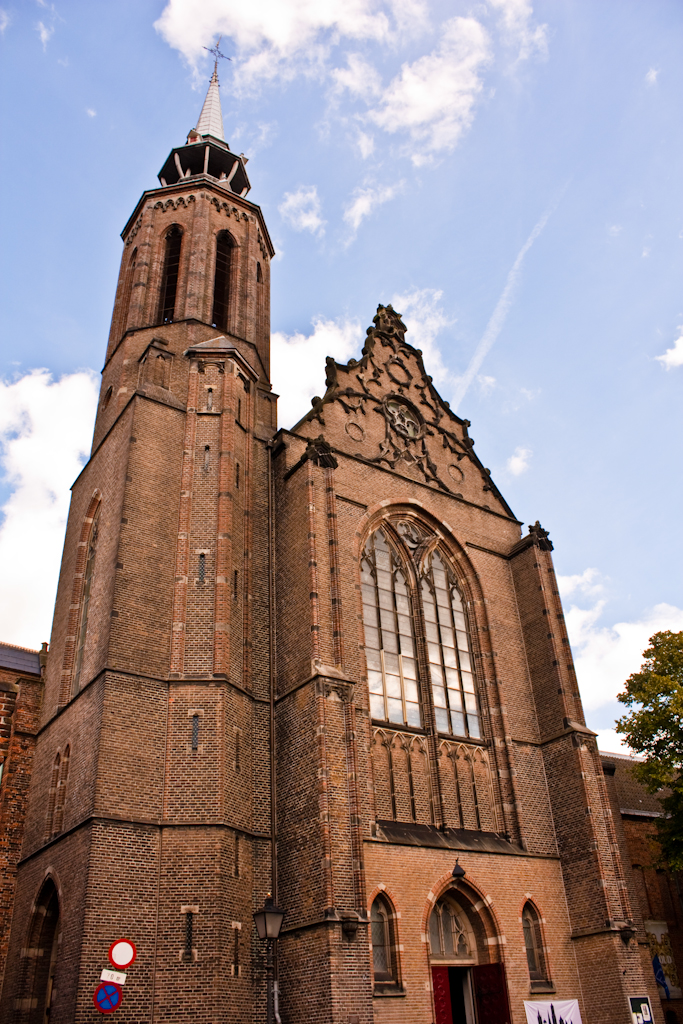
De katholieke Catharijnekerk, kathedraal van het aartsbisdom Utrecht.

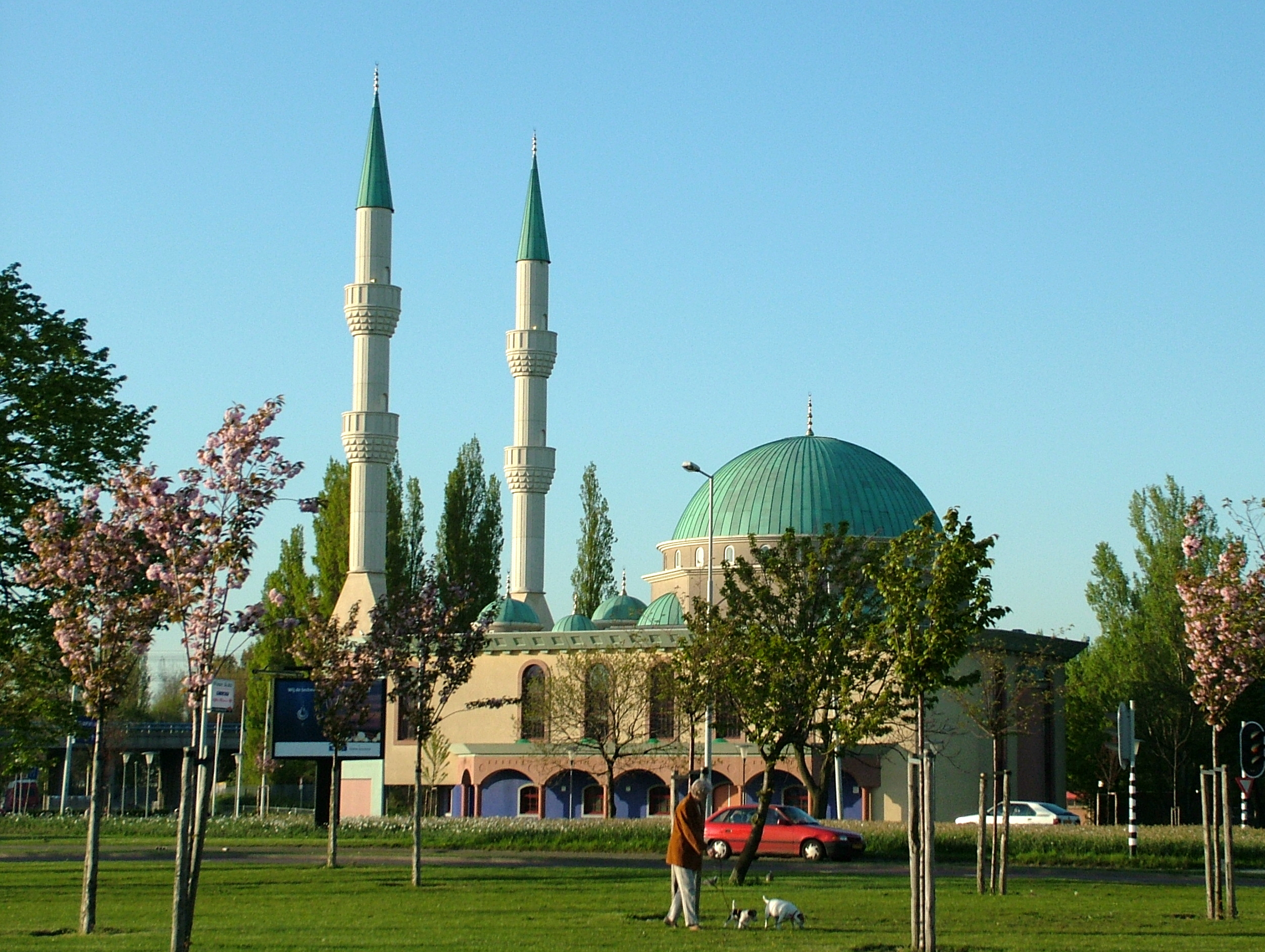
De Mevlana-moskee in Rotterdam.

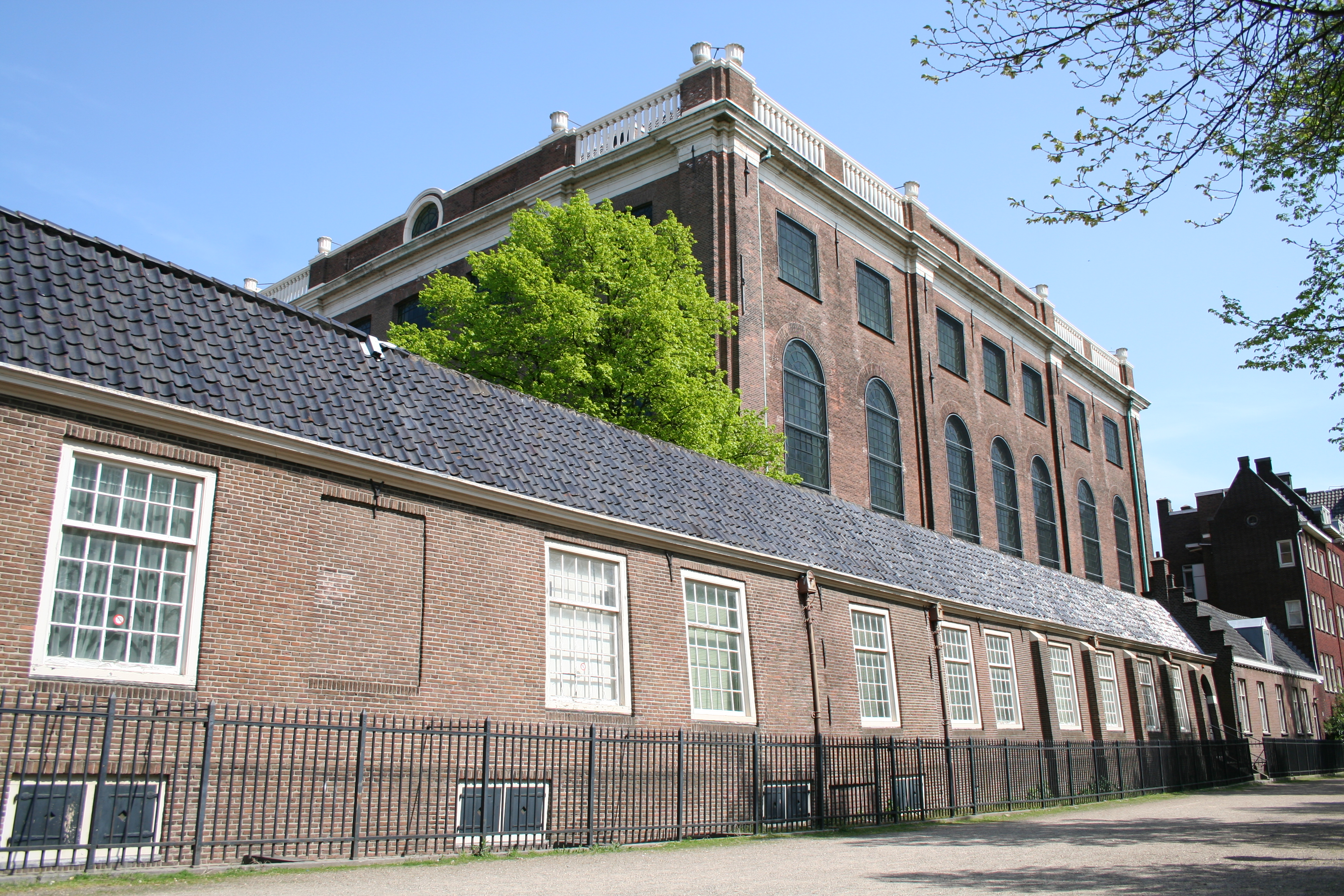
De Portugees-Israëlietische Synagoge in Amsterdam.

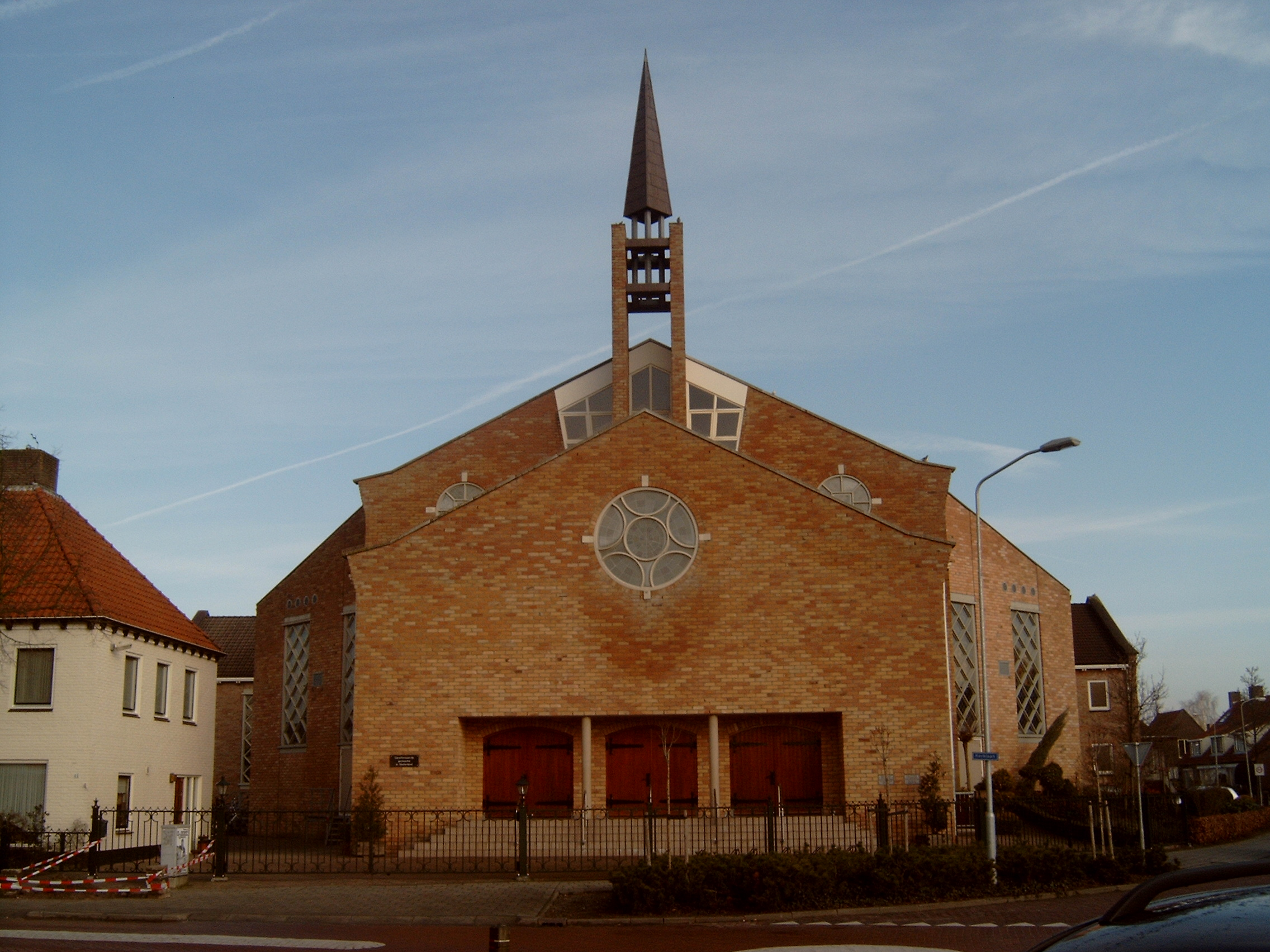
Kerkgebouw Gereformeerde Gemeente in Ned. te Opheusden. Voorbeeld van een nieuw groot kerkgebouw (2.850 zitplaatsen) uit het jaar 2000.

### Kerksheid
De statistieken over kerksheid of mate van kerkbezoek zijn net als de kerkelijkheidsstatistieken gebaseerd op wat mensen zelf aangeven over de regelmaat van hun kerkbezoek. Deze gegevens zijn afkomstig uit het Permanent Onderzoek Leefsituatie (POLS) van het CBS.
Als kerks wordt beschouwd iedereen die eenmaal per maand of vaker een kerk- of andere levensbeschouwelijke dienst bezoekt. De gegeven percentages verhouden zich tot de totale bevolking.
| Jaar                                     | Hervormd | Gereform. | Prot. Kerk | R-katholiek | Overig (moslims, hindoes, etc.) | Totaal |
| ---------------------------------------- | -------- | --------- | ---------- | ----------- | ------------------------------- | ------ |
| 1971                                     | 8        | 7         | -          | 20          | 2                               | 37     |
| 1975                                     | 8        | 8         | -          | 20          | 3                               | 39     |
| 1980                                     | 8        | 7         | -          | 20          | 3                               | 38     |
| 1985                                     | 7        | 7         | -          | 16          | 3                               | 33     |
| 1990                                     | 6        | 6         | -          | 13          | 3                               | 28     |
| 1995                                     | 5        | 4         | -          | 11          | 4                               | 24     |
| 2000                                     | 5        | 5         | -          | 9           | 4                               | 23     |
| 2004                                     | 3        | 3         | 2          | 7           | 4                               | 19     |
| 2009                                     | 2        | 2         | 4          | 5           | 4                               | 17     |
| Bron: Centraal Bureau voor de Statistiek |          |           |            |             |                                 |        |

De katholieke kerk telde in 2016 173.500 kerkgangers die vaker dan 1× per maand de kerk bezoeken, een halvering sinds 2004.

## Wetgeving
De wettelijke status van religie in Nederland is in de loop der eeuwen gevormd en nog steeds aan verandering onderhevig. Er wordt steeds gestreefd naar een balans tussen de rechten en plichten van verschillende individuen en groepen gelovigen, niet-gelovigen en andere belanghebbenden.

### Grondrechten

#### Grondwettelijke bepalingen
- Artikel 1 van de Nederlandse Grondwet bepaalt dat discriminatie van 'allen die zich in Nederland bevinden' op grond van onder meer 'godsdienst of levensovertuiging' niet is toegestaan.
- Artikel 6 van de Nederlandse Grondwet bepaalt: 'Ieder heeft het recht zijn godsdienst of levensovertuiging, individueel of in gemeenschap met anderen, vrij te belijden, behoudens ieders verantwoordelijkheid volgens de wet.'
- Artikel 23 van de Nederlandse Grondwet bepaalt dat 'het openbaar onderwijs, met eerbiediging van ieders godsdienst of levensovertuiging, bij de wet [wordt] geregeld' (§3), dat 'de vrijheid van het bijzonder onderwijs betreffende de keuze der leermiddelen en de aanstelling der onderwijzers [wordt] geëerbiedigd' (§6) en dat 'het bijzonder algemeen vormend lager onderwijs, dat aan de bij de wet te stellen voorwaarden voldoet, naar dezelfde maatstaf als het openbaar onderwijs uit de openbare kas [wordt] bekostigd. De wet stelt de voorwaarden vast, waarop voor het bijzonder algemeen vormend middelbaar en voorbereidend hoger onderwijs bijdragen uit de openbare kas worden verleend.' (§7).

#### Problematiek
De precieze noodzaak, reikwijdte en consequenties van deze aldus geformuleerde godsdienstvrijheid zijn onderwerp van discussie. Critici stellen dat het overbodig is om godsdienstvrijheid (voornamelijk omschreven in Artikel 6) als apart grondrecht te erkennen, omdat de vrijheid van geweten/gedachte/meningsuiting (Artikel 7), vrijheid van vereniging (Artikel 8) en vrijheid van vergadering en betoging (Artikel 9) al voldoende zouden zijn om de grondrechten van gelovigen te waarborgen. Anderzijds zou de godsdienstvrijheid gebruikt dan wel misbruikt kunnen worden om de rechten van anderen te schenden, bijvoorbeeld kinderrechten inzake jongensbesnijdenis (mogelijk strijdig met het recht op lichamelijke integriteit erkend in Artikel 11) en religieuze 'indoctrinatie' van schoolkinderen via het bijzonder onderwijs (verder uitgewerkt in Artikel 23 over de vrijheid van onderwijs; mogelijk strijdig met de vrijheid van geweten/gedachte/meningsuiting van kinderen erkend in Artikel 7) of dierenrechten door onverdoofd ritueel slachten (verdoving is verplicht voor alle slachthuizen, behalve joodse en islamitische, volgens het Convenant onbedwelmd slachten volgens religieuze riten; mogelijk strijdig met het recht op gelijke behandeling erkend in Artikel 1). Verder wordt er ook gesteld dat 'godsdienstige overtuiging' niet per se apart in Artikel 1 van de Grondwet vermeld hoeft te worden aangezien religieuze meningen geen bijzondere bescherming zouden verdienen boven andere meningen van niet-religieuze aard.

### Bestuursrecht
- Tot de Wet vorm van de eed van 17 juli 1911 diende men in Nederland bij de aflegging van de eed altijd te zeggen 'Zo waarlijk helpe mij God almachtig'; sindsdien is in plaats daarvan 'Dat verklaar ik' (over het verleden) of 'Dat beloof ik' (over de toekomst) ook toegestaan.
- De Zondagswet van 1953 is bedoeld om de hele Nederlandse bevolking de christelijke zondagsheiliging te laten eerbiedigen. Zij bepaalt onder meer dat er op zondagen geen 'openbare vermakelijkheden' mogen plaatsvinden tot 13:00 uur. Verder mag men niet zo veel lawaai maken ('zonder strikte noodzaak gerucht te verwekken') dat op meer dan 200 meter afstand te horen is; van dit laatste verbod kunnen ondernemers een ontheffing krijgen van de burgemeester. Hoewel in de praktijk veel evenementen al automatisch ontheffing krijgen, worden andere evenementen verboden op manieren die critici arbitrair vinden. Een meerderheid in de Tweede Kamer wilde daarom sinds 2012 deze wet intrekken om een duidelijkere en eerlijkere regeling vast te stellen en Minister van Binnenlandse Zaken Ronald Plasterk kondigde in maart 2016 aan dat ook te willen doen.[84] Maar op 22 december 2017 liet zijn opvolger Kajsa Ollongren de Tweede Kamer weten dat het nieuwe kabinet 'het niet opportuun achtte om de Zondagswet in te trekken' en dat een Kamermeerderheid daar inmiddels ook anders over dacht.[85]
- Ritueel slachten in Nederland: Verdoving van dieren in de vee-industrie alvorens ze worden geslacht is volgens de Wet dieren (2011) verplicht voor alle slachthuizen, behalve joodse en islamitische slachthuizen; veel joden en moslims menen namelijk dat ritueel slachten onverdoofd dient te gebeuren, terwijl andere joden en moslims vinden van niet. Sinds 2011 moet er wel een dierenarts aanwezig zijn om het dierenwelzijn te controleren[86] en sinds 1 januari 2018 moet volgens het Convenant onbedwelmd slachten volgens religieuze riten het dier binnen 40 seconden het bewustzijn verliezen, anders moet het vanaf 40 seconden alsnog worden verdoofd.[87]
- De Winkeltijdenwet verbiedt in principe winkels om open te zijn op zondagen en christelijke feestdagen. Gemeenten kunnen echter sinds 2013 besluiten vrijstelling te verlenen aan winkels op hun grondgebied voor sommige of alle zondagen (koopzondagen).

### Strafrecht

#### Mensenrechten
- Sinds 1 november 1984 is abortus in Nederland via de Wet afbreking zwangerschap onder voorwaarden gelegaliseerd, maar nog steeds onderdeel van het strafrecht. Er is hierbij een compromis gesloten tussen enerzijds de vanuit voornamelijk religieuze hoek geëiste (rechts)bescherming van ongeboren menselijk leven en anderzijds het vooral vanuit de vrouwenbeweging geëiste recht van een vrouw op hulp bij ongewenste zwangerschap. Over de precieze balans tussen deze twee hoofdbelangen duren discussies voort.
- In 1994 werd de "enkele feit"-constructie opgenomen in de Algemene wet gelijke behandeling. Deze bepaalde dat bijvoorbeeld een religieuze school een docent niet mag ontslaan vanwege "het enkele feit" dat deze een homoseksuele gerichtheid heeft. Sinds 1994 was er onduidelijkheid en discussie over de formulering, die volgens sommigen suggereerde dat seksuele gerichtheid in combinatie met een ander feit alsnog een legitieme grond voor ontslag zou kunnen zijn, terwijl anderen beweerden van niet. Uiteindelijk stemde een Kamermeerderheid in 2014 in met de afschaffing van deze "enkele feit"-constructie; het kabinet deed dat per 1 juli 2015. Volgens minister Ronald Plasterk was er "nul keer iemand ontslagen met een beroep op deze formulering", maar was het belangrijk om duidelijk te maken dat discriminatie nooit een reden voor ontslag kan zijn, ook niet in combinatie met iets anders.[88]
- Op 1 april 2001 werd Nederland het eerste land ter wereld dat het homohuwelijk legaliseerde.[89] De drie christelijke partijen stemden tegen het wetsvoorstel in 2000, maar de seculiere partijen met de meerderheid van de stemmen keurden het voorstel goed in de Tweede Kamer (109 tegen 33)[90][91] en de Eerste Kamer (49 tegen 26).[92]
- In 2005 oordeelde de rechtbank van Den Haag dat het vrouwenstandpunt van de Staatkundig Gereformeerde Partij, dat werd onderbouwd met het christelijke idee dat in de scheppingsorde de man boven de vrouw was geplaatst en daarom vrouwen niet over mannen mochten 'regeren', geen geldig excuus was voor discriminatie van vrouwen en de partij derhalve geen overheidssubsidie meer mocht ontvangen op grond van de Wet subsidiëring politieke partijen. De zaak sleepte voort tot het Europees Hof voor de Rechten van de Mens dit oordeel in 2012 bevestigde. Vanaf 2013 hebben vrouwen in de SGP zowel volwaardig lidmaatschap als passief en actief kiesrecht.
- Sinds 1 februari 2006 zijn basisscholen verplicht om burgerschapsonderwijs (of burgerschapsvorming) te geven (Wet op het primair onderwijs, artikel 8 lid 3). Er is in de loop der jaren echter onduidelijkheid gebleven over wat en hoe dat precies gegeven moet worden, waarop Minister van Onderwijs Arie Slob in juni 2018 aangaf een aanvullende wet burgerschapsvorming te willen invoeren.[93] Na verscheidene ontwikkelingen spitste de discussie rondom het wetsvoorstel zich in de zomer van 2020 vooral toe op de vraag op welke manier orthodoxe scholen met een christelijke, joodse en islamitische achtergrond moeten omgaan met homoseksualiteit. Sommige van deze scholen meenden hun leerlingen namelijk vanuit de religieuze signatuur van de school te mogen onderwijzen dat homoseksualiteit 'verderfelijk' is, maar volgens Slob strookte dat niet met het verbod op 'discriminatie op grond van seksuele oriëntatie, genderidentiteit en genderexpressie' (Artikel 1 Grondwet). Anderzijds mogen scholen vanwege de vrijheid van onderwijs (Artikel 23 Grondwet) wel 'openlijk uitdragen (...) dat het hebben van een homoseksuele relatie niet strookt met een leefwijze die de school passend acht vanuit de godsdienstige overtuiging van de school.'[94]
- Sinds 2012 kunnen nieuw aangenomen trouwambtenaren niet meer weigeren om een homohuwelijk te sluiten met een beroep op hun religieuze geweten. Bestaande 'weigerambtenaren' mogen gedurende hun ambtsperiode mensen van hetzelfde geslacht nog weigeren in de echt te verbinden.
- In 2013 bepaalde de Autoriteit Persoonsgegevens (AP) dat het automatisch delen van persoonsgegevens uit de Basisregistratie Personen (BRP) van kerkleden met hun kerkgenootschappen in strijd is met de Wet bescherming persoonsgegevens, in 2016 opgevolgd door de Algemene verordening gegevensbescherming (in Nederland geïmplementeerd als Uitvoeringswet Algemene verordening gegevensbescherming 2018). De kerkleden hebben namelijk nooit toestemming gegeven om hun persoonlijke informatie via de Stichting Interkerkelijke Ledenadministratie (SILA) met het kerkgenootschap te delen en dat was volgens de AP een schending van hun privacy. Datzelfde jaar, 2013, trok de Raad van State dezelfde conclusie. In 2016 nam bovendien een meerderheid van de Tweede Kamer een motie aan om de doorgave van persoonsgegevens aan kerken te stoppen. De praktijk ging echter door. Het kabinet-Rutte IV stelde in september 2022 slechts als experiment voor om nieuwe kerkleden toestemming te vragen voor het delen van hun persoonsgegevens, maar dit betekende destijds dat nog steeds van ongeveer 5 miljoen Nederlandse kerkleden automatisch hun gegevens aan de kerken werden doorgespeeld. Het AP noemde de verplichte toestemmingsvraag aan nieuwe kerkleden 'een stap vooruit', maar riep de overheid op om onmiddellijk te stoppen met het delen van privacygevoelige informatie van alle kerkleden die daarvoor geen toestemming hebben gegeven.[95][96]

#### Lichamelijke integriteit
Aspecten van de godsdienstvrijheid kunnen soms strijdig zijn met het principe van lichamelijke integriteit.
- Vrouwelijke genitale verminking is in Nederland verboden,[97] net als in de meeste landen ter wereld, zie Wetten over vrouwelijke genitale verminking naar land.
- De circumcisie (besnijdenis) van jongens, ook om andere dan medisch noodzakelijke redenen, is in Nederland een toegelaten medische ingreep. Wel moeten beide ouders met de behandeling instemmen[97] en deze ook zelf betalen.[98] Er is discussie over of er een verbod op circumcisie moet komen omdat het risico op medische complicaties hoog is en het recht van ouders om hun religieuze identiteit over te dragen aan hun kinderen gebalanceerd moet worden met het recht op lichamelijke integriteit van die kinderen, maar vooralsnog oordeelde de Hoge Raad der Nederlanden op 5 juli 2011 dat er, alles afgewogen, nog niet voldoende redenen waren om circumcisie te verbieden.[97] Zie Juridische aspecten van circumcisie#Nederland.
- In Nederland hebben artsen per Artikel 450 van het Wetboek van Strafrecht de plicht om mensen in levensbedreigende situaties een bloedtransfusie toe te dienen als het leven van de patiënt daarmee gered kan worden, ongeacht of familie of vrienden van de patiënt daar op grond van hun religieuze overtuigingen als Jehova's getuigen (of de vermeende religieuze overtuigingen van de patiënt) tegen protesteren. Een arts kan alleen afzien van bloedtransfusie als de patiënt zelf vrijwillig en bij volle bewustzijn mondelijk of schriftelijk duidelijk aan de arts heeft verklaard geen bloedtransfusie te willen.[99]

#### Openbare orde
- In 2014 werd het verbod op godslastering (artikel 147 en 147a Wetboek van Strafrecht) afgeschaft. Er blijven lokaal wel enkele vloekverboden van kracht, maar er worden zelden boetes uitgedeeld. Verder blijft het verboden om aan te zetten tot haat, geweld of discriminatie van mensen op grond van hun godsdienst (artikel 137d-f Wetboek van Strafrecht).
- Sinds 2019 geldt er in Nederland een gedeeltelijk verbod op gezichtsbedekkende kleding, in de volksmond en de media ook wel boerkaverbod genoemd, ter bevordering van de openbare orde en goede communicatie. Verschillende mensen meenden dat hiermee de godsdienstvrijheid van met name strenggelovige moslims, die zelf boerka's of nikabs dragen of vinden dat (moslim)vrouwen ofwel het recht ofwel de religieuze plicht zouden moeten hebben om die te dragen, werd geschonden (en dat zij zelfs expres op discriminerende wijze geviseerd werden). Aangezien het verbod ook geldt voor bijvoorbeeld integraalhelmen en bivakmutsen en niet geldt in situaties waar dat niet nodig wordt geacht voor de openbare orde en goede communicatie, werd de wet niet als een schending van de godsdienstvrijheid gezien en goedgekeurd.
- Tijdens de in februari 2020 begonnen Coronacrisis in Nederland verkregen religieuze organisaties bepaalde uitzonderingen op de coronamaatregelen. Met name het feit dat zij, in tegenstelling tot alle andere groepen en organisaties in de samenleving, met een beroep op godsdienstvrijheid allerlei grootschalige evenementen met meer dan 30 aanwezigen in slecht geventileerde binnenruimtes mochten houden, zonder verplicht anderhalve meter afstand te houden, gezichtsmaskers te dragen, de handen te wassen en geen handen te schudden, zorgde voor veel onbegrip en kritiek in de samenleving.[100] In juli 2021 meldde NRC Handelsblad dat er sinds het begin van de lockdown tientallen nieuwe zogenaamde kerkgenootschappen waren opgericht om met een beroep op godsdienstvrijheid legaal te kunnen blijven samenkomen zonder de coronamaatregelen op te hoeven volgen. Sommige groepen beschouwden zichzelf niet daadwerkelijk als een ‘kerk’ of als ‘religieus’, maar gebruikten de wet als excuus om bijeenkomsten zonder veiligheidsmaatregelen te houden; op sommige van deze bijeenkomsten vonden dan ook tientallen coronabesmettingen plaats. Het Ministerie van Justitie verklaarde echter niet zomaar te kunnen ingrijpen ‘vanwege de scheiding tussen kerk en staat’; alleen de rechtsprekende macht zou mogen oordelen over wat wel en geen ‘religie’ is, al bestaat over de criteria nog weinig heldere jurisprudentie.[101]

##### Klokgelui en gebedsoproepen

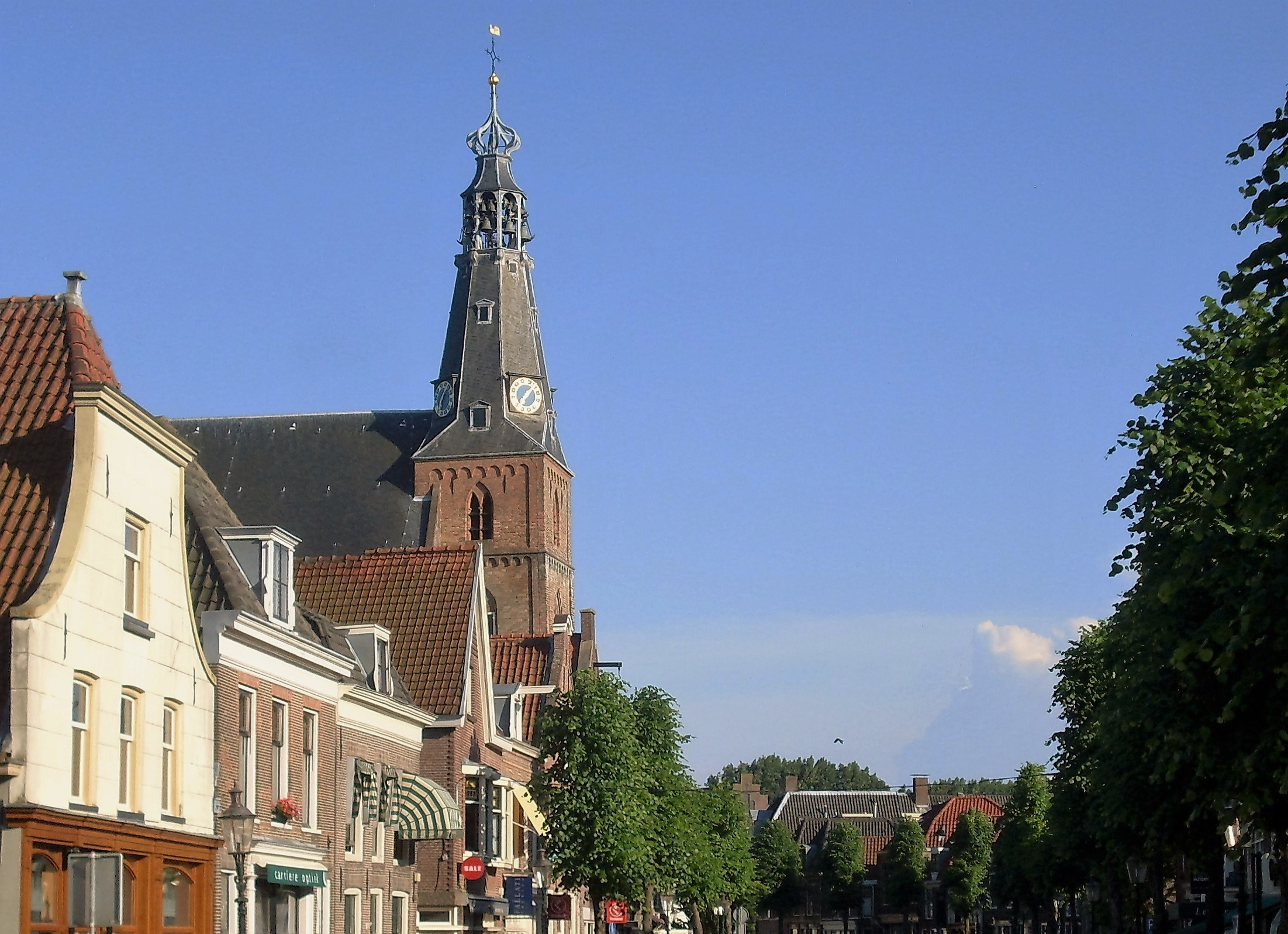
Van de jaren 1950 tot 2011 woedde er een conflict over het carillon van de Grote of Sint-Laurenskerk in Weesp, dat de hele nacht door ieder kwartier speelde. Sinds 2011 is het klokkenspel uit tussen 23.00 en 07.00 uur.

In Nederland is 'klokgelui ter gelegenheid van godsdienstige en levensbeschouwelijke plechtigheden' (een christelijk gebruik, vaak middels een klok of beiaard in een kerktoren) of 'oproepen tot het belijden van godsdienst of levensovertuiging' (de azan oftewel islamitische oproep tot gebed (al dan niet met elektronisch versterkte luidsprekers) vanaf een minaret) toegestaan volgens Artikel 10 van de Wet openbare manifestaties: "Klokgelui ter gelegenheid van godsdienstige en levensbeschouwelijke plechtigheden en lijkplechtigheden, alsmede oproepen tot het belijden van godsdienst of levensovertuiging, zijn toegestaan. De gemeenteraad is bevoegd ter zake regels te stellen met betrekking tot duur en geluidsniveau." Kerken en moskeeën hebben op grond van de Wet milieubeheer een milieuvergunning nodig om klokgelui of de azan te laten horen. Omwonenden of reizigers kunnen namelijk beide ervaren als geluidsoverlast, hetgeen een vorm van milieuvervuiling is die door de overheid aan banden kan worden gelegd, waarbij anderzijds de Wet openbare manifestaties ook in overweging moet worden genomen. Er zijn in Nederland in de 20e en 21e eeuw verscheidene rechtszaken geweest over met name het aan banden leggen van klokgelui, waarbij de rechter meestal de klager(s) in het gelijk stelde en de kerkklokken voortaan minder vaak of minder luid mochten klinken.

### Financiën

#### Belastingen
Kerkgenootschappen en kerkgebouwen nemen in het algemeen in het Nederlandse belastingstelsel geen uitzonderingspositie in.

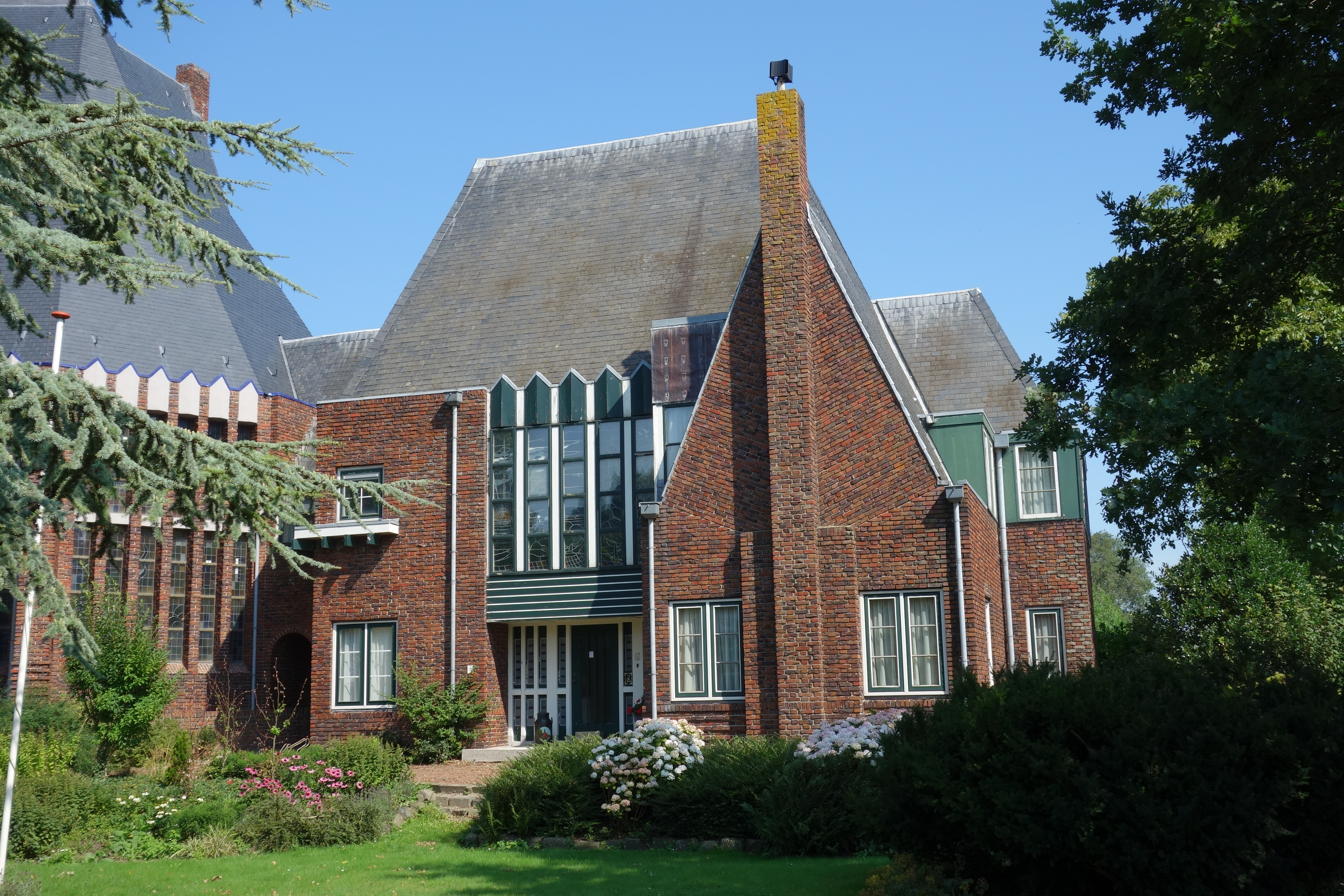
Voorbeeld: de gereformeerde kerk van Andijk met pastorie. Dit kerkgebouw kan als rijksmonument subsidie ontvangen voor onderhoudskosten. Als meer dan 70% van het hoofdgebouw (links) wordt gebruikt voor 'openbare erediensten of bezinnings-samenkomsten', dan hoeft die geen onroerendezaakbelasting (ozb) te betalen. De pastorie (midden) moet altijd ozb betalen.

- Als rechtspersoon zijn zij net als sportclubs en organisatoren van sportevenementen, algemeen nut beogende instellingen (anbi's) en culturele instellingen onderworpen aan de zogeheten 'beperkte belastingplicht', wat wil zeggen dat zij alleen in bepaalde situaties aangifte vennootschapsbelasting moeten doen:[105]
  - 'als zij met een organisatie van kapitaal en arbeid deelneemt aan het economisch verkeer en daarbij winst maakt of naar winst streeft (zij drijft een onderneming) en er geen vrijstelling van toepassing is, of'
  - 'als zij een activiteit ontplooit waarmee zij concurreert met ondernemers en er geen vrijstelling van toepassing is, of'
  - 'als zij van de inspecteur een uitnodiging krijgt om aangifte te doen'.
- Kerken moeten belasting over de toegevoegde waarde (btw) betalen.[104]
- Kerkgebouwen moeten onroerendezaakbelasting (ozb) betalen, tenzij minstens 70% van de onroerende zaak (het kerkgebouw) bestemd is 'voor openbare erediensten of bezinningssamenkomsten van levensbeschouwelijke aard'; bijeenkomsten zoals catechese en bijbelkringen kunnen onder de laatste noemer vallen.[106] Woningdelen zoals een pastorie vallen niet onder de vrijstelling.[106][107]
  - De Rechtbank Rotterdam oordeelde op 25 november 2015 dat een gebouw (onroerende zaak) dat, tijdens de op zondagmorgen gehouden eredienst in een nabijgelegen kerkgebouw, wordt gebruikt als crèche en daarnaast onder meer gebruikt voor zondagsschool, jeugdclubs, catechisaties, bijeenkomsten voor Bijbelstudie en een mannenkring, niet in aanmerking kwam voor kerkenvrijstelling omdat 'deze activiteiten niet als een openbare eredienst dan wel als openbare bezinningssamenkomst van levensbeschouwelijke aard kunnen worden aangemerkt,' een oordeel dat op 12 augustus 2016 werd bevestigd door de Hoge Raad der Nederlanden.[106] Verdere jurisprudentie diende uit te wijzen welke activiteiten precies wel en niet onder kerkenvrijstelling vallen en of deze tezamen minstens 70% van de gebruikstijd vullen.[106] Bovendien kan een kerkgenootschap met de Wet waardering onroerende zaken (woz) in de problemen komen als men kerkgebouwen als 'multifunctioneel' op zijn website te huur aanbiedt, aangezien dit de hoofdzakelijk religieuze functie die men er tegenover de overheid voor bestemd zegt te hebben negeert.[106]
  - Op 28 maart 2020 oordeelde de Rechtbank Midden-Nederland dat een kerkgenootschap in de provincie Utrecht ozb moest betalen over de jaren 2017, 2018 en 2019 omdat zijn kerkgebouw veel verschillende functies heeft waarin het totaal aan activiteiten dat wordt besteed aan openbare erediensten of bezinningssamenkomsten van levensbeschouwelijke aard de 70% niet haalde.[107] De rechtbank ging niet mee in de ruimere interpretatie van het kerkgenootschap dat 'gezamenlijke maaltijden en sociale activiteiten' ook 'erediensten' zijn en ook niet in het voorstel om ruimtes apart te beoordelen, omdat de 70%-regel geldt voor het gehele kerkgebouw.[107]
- Kerkgenootschappen moeten volgens de IB-47-verplichting aangeven aan wie zij bedragen uitbetalen die niet in dienstbetrekking van het kerkgenootschap zijn, zoals schoonmakers of gastsprekers; die mensen moeten inkomstenbelasting betalen over het loon dat zij krijgen.[104]
- Giften zijn fiscaal aftrekbaar volgens de anbi-regels als het kerkgenootschap een anbi-status heeft.[104]
- Kerkgebouwen met een Rijksmonumentstatus kunnen van de Rijksdienst voor het Cultureel Erfgoed subsidie krijgen om een deel van hun onderhoudskosten (in sommige gevallen voor de helft) te dekken.[108][109]

#### Rijkstraktementen (tot 1983)
Tot de Grondwetsherziening van 1983 betaalde de Rijksoverheid zogenaamde Rijkstraktementen aan geestelijken van acht kerkgenootschappen als aanvulling op het loon dat zij vanuit de kerkgenootschappen zelf (uit ledencontributies) kregen. Omdat dit volgens secularisten een inbreuk vormde op het in 1848 ingevoerde principe van scheiding tussen kerk en staat, is lang geprobeerd om deze traktementen af te schaffen: de overheid diende namelijk geen invloed uit te kunnen oefenen op het godsdienstig leven van de geloofsgemeenschappen en zou bovendien geen subsidie moeten verstrekken zonder te kunnen controleren wat er met het geld werd gedaan. De vrijheid van vereniging en vergadering hield in dat leden ook zelf verantwoordelijk dienden te zijn voor hun financiën. Maar de kerkgenootschappen hebben beargumenteerd dat zij er recht op hadden en het nodig hadden, en het was juridisch een erg ingewikkelde kwestie, waardoor er meer dan honderd jaar lang vrijwel niets mee is gedaan. Door inflatie werd de waarde van de traktementen geleidelijk aan minder en verschillende geestelijken moesten hierdoor meer ledencontributies en donaties vragen. Uiteindelijk kwamen de acht kerkgenootschappen en het kabinet-Van Agt I op 18 mei 1981 een afkoopregeling overeen voor de afschaffing van de Rijkstraktementen en werd de bevoorrechte financiële band tussen de kerken en de Nederlandse staat formeel verbroken op 7 december 1983.:121–150

### Monarchie en religie

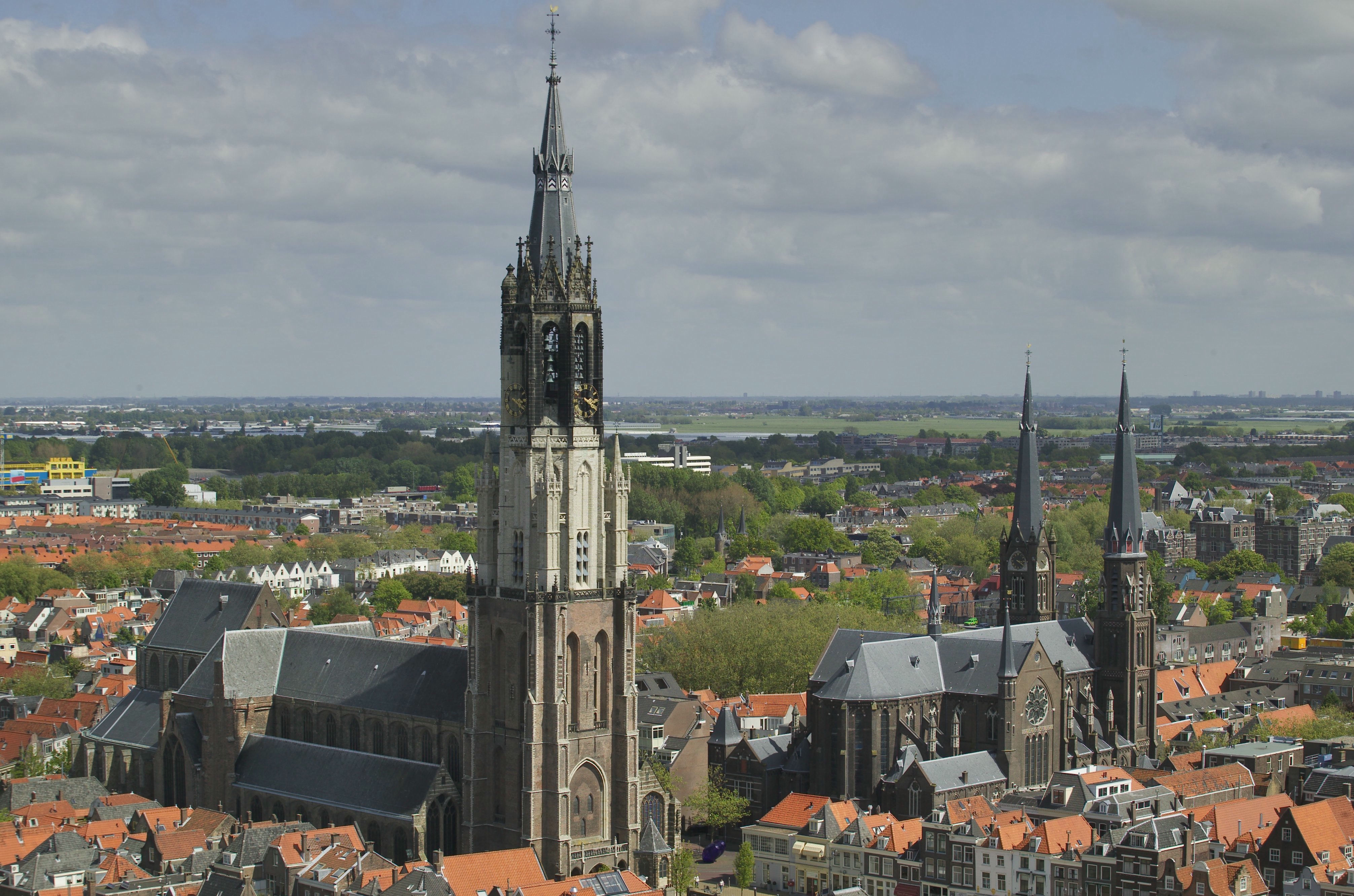
De Nieuwe Kerk te Delft heeft een bijzondere band met het Nederlands koningshuis: prominente leden van de koninklijke en voordien stadhouderlijke familie worden bijgezet in de Grafkelder van Oranje-Nassau. Daarboven bevindt zich het Praalgraf van Willem van Oranje.

De Monarchie in Nederland levert de koning(in) die de (in de 21e eeuw grotendeels ceremoniële) functie van staatshoofd vervult. De monarch is sinds 1813/5 altijd afkomstig geweest uit het huis Oranje-Nassau, wier leden bijna allemaal lid zijn van de Protestantse Kerk in Nederland (tot 2004 Nederlands Hervormde Kerk). In de (eerste) Nederlandse Grondwet van 1814 werd nog bepaald dat de soeverein vorst christelijk hervormd moest zijn, maar toen de overwegend protestantse Noordelijke Nederlanden een jaar later met de dominant katholieke Zuidelijke Nederlanden werden verenigd, werd deze bepaling in de Grondwet van 1815 geschrapt. Formeel mochten leden van het Koninklijk Huis vanaf toen zich bekeren tot het katholicisme of een andere religie, of trouwen met iemand met een ander geloof, maar in de praktijk was er nog lang weerstand tegen. Zeker tijdens en kort na de Belgische Revolutie drong de Nederlandse publieke opinie weer aan op een protestants koningshuis. Toen bijvoorbeeld Willem I na de dood van zijn echtgenote Wilhelmina van Pruisen in 1837 wilde hertrouwen met de katholieke half-Belgische gravin Henriëtte d'Oultremont de Wégimont, zagen velen dat als landverraad. In maart 1840 zei Willem I daarom nog van het huwelijk af te willen zien, maar uiteindelijk wachtte hij tot na de Grondwetsherziening van september 1840, abdiceerde op 7 oktober 1840 en trouwde als ex-koning vervolgens met Henriëntte in 1841.
Formeel moeten Huisleden sinds 1814 huwelijkstoestemming vragen aan de Staten-Generaal om in aanmerking te komen voor de erfopvolging (Artikel 28 huidige Grondwet); trouwen met een katholiek of zelf katholiek worden konden de facto weigergronden zijn. Prinses Irene bekeerde zich tot het katholicisme en trouwde met een katholiek in 1964 en prinses Christina trouwde met een katholiek in 1975; beiden zagen af van troonopvolging. Toen kroonprins Willem-Alexander in 2002 trouwde met de katholieke Máxima Zorreguieta, werd er echter nauwelijks meer bezwaar tegen haar religie gemaakt. Huidig koning Willem-Alexander en zijn drie dochters zijn nog steeds lid van de Protestantse Kerk in Nederland (PKN). Ze staan niet bekend als trouwe kerkgangers, maar Willem-Alexander is in zijn functie als koning wel aanwezig op verschillende kerkelijke vieringen, zoals de Viering 500 jaar Reformatie (2017).

### Officiële symboliek

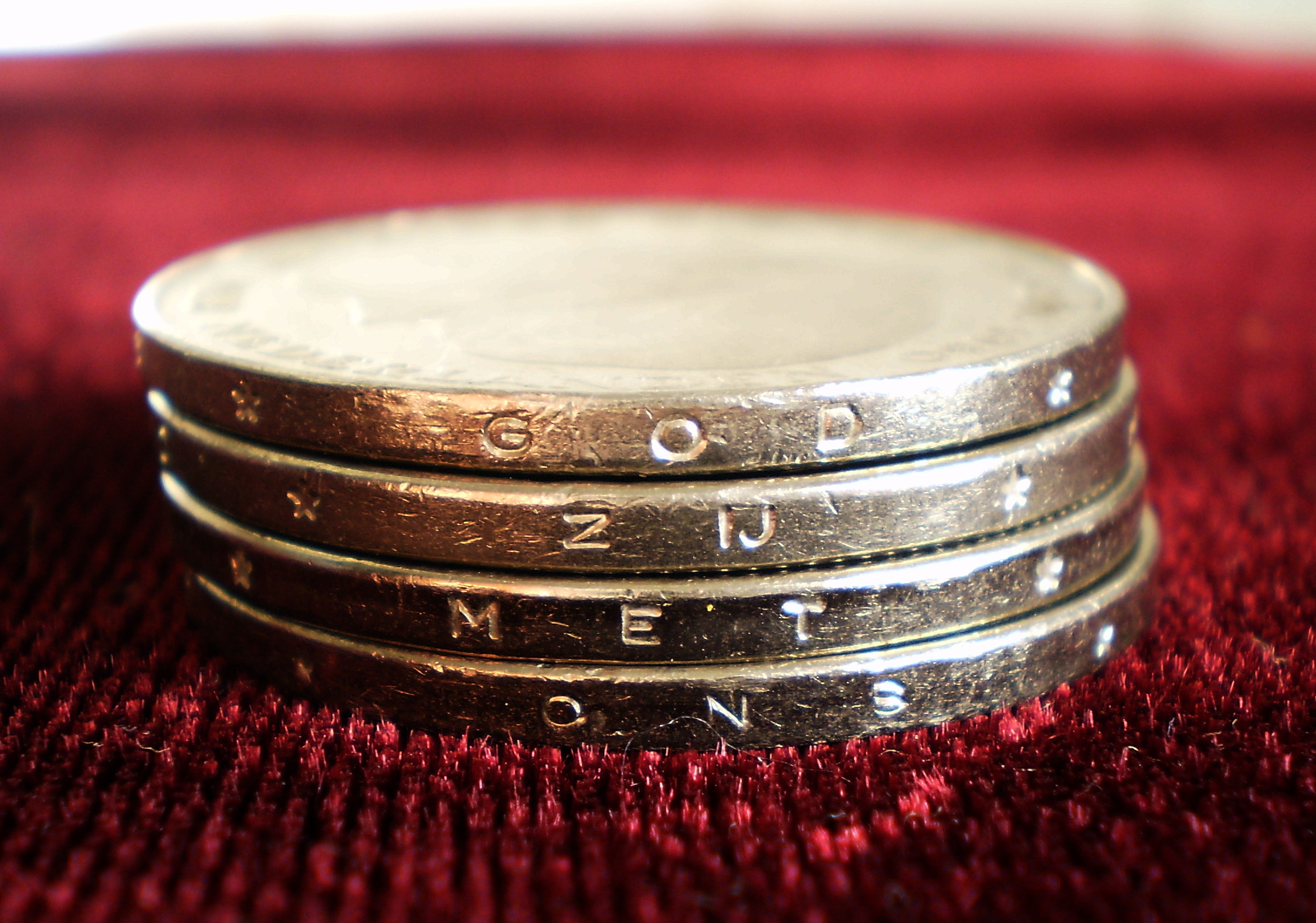
God zij met ons op een stapel rijksdaalders

- Gratie Gods: Nederlandse wetten worden afgekondigd met een verklaring dat de huidige koning(in) regeert bij de 'gratie Gods'.[116]
- Bede in de Troonrede: Aan het einde van de Troonrede is vaak een bede opgenomen waarin de koning(in) de Nederlandse bevolking Gods zegen toewenst.[116]
- God zij met ons op muntgeld: De rand van de Nederlandse 2 euromunt (een wettig betaalmiddel dat door De Nederlandsche Bank wordt geslagen) vermeldt de tekst 'God zij met ons', een afkorting van het Bijbelvers "Als God met ons is, wie kan dan tegen ons zijn?" (Romeinen 8:31).[117] Dit is een restant van de Muntwet van 1816, die bepaalde dat op sommige muntstukken van de Nederlandse gulden deze tekst moest staan: vanaf 1818 op guldens, vanaf 1840 op rijksdaalders en vanaf 1988 op vijfjes.[117]
- Wilhelmus: Religie is een belangrijk thema in het Nederlandse volkslied. Zo komt het woord "God" in 9 van de 15 coupletten voor.[116] Het eerste couplet, dat het vaakst wordt gezongen, heeft geen religieuze elementen, maar het zesde couplet van het Wilhelmus, dat op sommige plaatsen met name tijdens de Nationale Dodenherdenking op 4 mei wordt gezongen, begint met een christelijke passage: "Mijn schilt ende betrouwen, Zyt ghy, o God, mijn Heer."[118]

Er zijn stemmen opgegaan om sommige van deze formules te schrappen vanwege de scheiding van kerk en staat. Zo pleitten in 1980 drie PvdA-Kamerleden (de humanist Roethof, de rooms-katholieke pater Van Ooijen en de protestant Stoffelen) voor het afschaffen van God zij met ons op muntgeld omdat het niet meer 'paste in de Nederlandse samenleving'; ze beargumenteerden bovendien dat bepalingen omtrent het ontwerp van wettige betaalmiddelen de bevoegdheid van de wetgevende en niet uitvoerende macht behoorde te zijn. Minister van Financiën Van der Stee (CDA) vond dat het uiterlijk van Nederlandse munten geen onderwerp van parlementaire discussie mocht zijn en handhaafde daarom het randschrift. Voorafgaand aan de invoering van de euro was er in 1997 opnieuw discussie over of de tekst moest blijven of worden losgelaten. D66-Kamerlid Gerrit Ybema vond dat het 'uit de tijd' was. Karel Blei, secretaris-generaal van de Nederlandse Hervormde Kerk 1987–1997, zei: "De bede kan een lege leus zijn, zelfs de nazi’s hanteerden de tekst Gott mit uns." Wat Blei betreft was de naam van God te heilig voor aardse zaken als geld. Minister van Financiën Gerrit Zalm (VVD) pleitte er in EU-verband met succes voor dat lidstaten zelf de randen van hun 2 euromunten mogen ontwerpen. SGP-leider Bas van der Vlies was Zalm "dankbaar" en verklaarde dat wat hem betreft God zij met ons "een bede [is] waarin een volk zijn afhankelijkheid van God belijdt".
Een motie in 2010 voor afschaffing van de 'gratie Gods' en de bede in de Troonrede, en een nieuw voorstel in 2012 van die strekking, door Tweede Kamerlid Pechtold (D66) stuitten beide keren op een afwijzende meerderheid, inclusief de seculiere partijen PvdA en VVD, die dit te onbelangrijk vonden om te veranderen of het liever wilden behouden. Volgens Kamerlid Brigitte van der Burg (VVD) zouden dan ook 9 van de 15 coupletten van het volkslied, het Wilhelmus, geschrapt moeten worden omdat het woord 'God' erin voorkomt.